# Historia Egiptu
Historia Egiptu – historia Egiptu od starożytności po czasy współczesne.

## Egipt starożytny

### Okres predynastyczny i protodynastyczny (5500[a]–3000 p.n.e.)

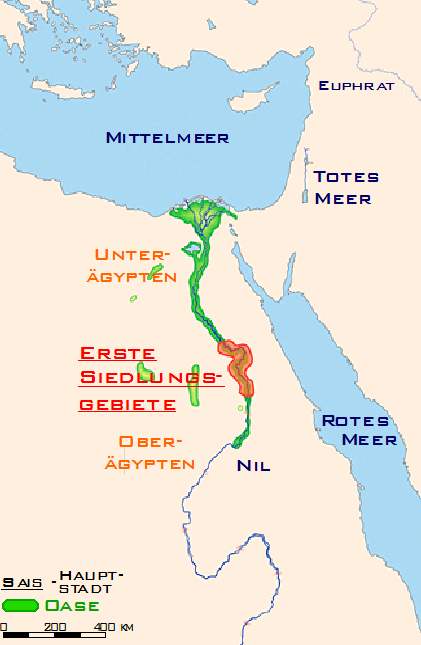
Mapa Egiptu w okresie predynastycznym (w języku niemieckim)

Tradycyjnie za egipskim kapłanem Manetonem (IV/III w. p.n.e.) chronologia dziejów starożytnego Egiptu opiera się na podziale na trzydzieści kolejno panujących po sobie dynastii. Jednak dzięki badaniom archeologicznym dzisiaj posiadamy także pewne informacje o przeszłości Egiptu sprzed okresu opisywanego przez Manetona, stąd, przy generalnym zachowaniu jego schematu, mówi się także o okresach predynastycznym i protodynastycznym. Cywilizacja egipska powstała na drodze ewolucji z rolniczych kultur, takich jak kultury fajumskie (5450 – 4400 p.n.e.), kultura Merimde (5000 – 4100 p.n.e.), kultura badaryjska (4400 – 4000 p.n.e.) i kolejne kultury Nagada (Nagada I (4000 – 3500 p.n.e.), Nagada II (3500 – 3200 p.n.e.), Nagada III (3200 – 3150 p.n.e.). Kultury te stopniowo wykazują cechy znane z późniejszego Starego Państwa, tak że już w przypadku kultury Nagada II „jedynie brak źródeł pisanych sprzed 3100 lat p.n.e. sprawia, że nie nazywamy jej np. kulturą staroegipską”.
Przejście od okresu predynastycznego do protodynastycznego wiąże się z pojawieniem się pisma. W wykopaliskach z okresu Nagada III odnaleziono pierwsze zabytki egipskiego piśmiennictwa, które pozwoliły na zidentyfikowanie linii władców rządzących w ówczesnym Górnym Egipcie. Nosili oni imiona o charakterze animalistycznym, takie jak: Skorpion (założyciel dynastii), Krokodyl, Sokół, Ślimak, Słoń, Ryba. Ci władcy są nazywani przez współczesnych historyków dynastią 0 (3150 – 3000 p.n.e.) Ze względu na szczątkowe źródła nie jest możliwe ani ustalenie pełnej kolejności ich panowania, ani odtworzenie jakiejś historii politycznej tego okresu. Zachowana historyczna tradycja i archeologia nie pozostawiają jednak wątpliwości, że to właśnie dynastia 0 przekształciła Egipt w jednolite państwo. Ostatnim królem dynastii 0 był Narmer, i to właśnie on miał zjednoczyć Egipt i tym samym doprowadzić do założenia I dynastii (3000 – 2803 p.n.e.).

### Okres wczesnodynastyczny (3000–2657 p.n.e.)
Według Manetona pierwszym królem Egiptu był Menes, którego utożsamia się z Menem Herodota i Menim z zachowanych egipskich list królów. Egiptolodzy nie są zgodni, czy Meniego należy utożsamić z Narmerem, czy też jego synem, Ahą (2982 – 2950 p.n.e.) Meni miał założyć stolicę w Memfis, na styku Górnego i Dolnego Egiptu, zaś w pobliskiej Sakkarze wkrótce powstała królewska nekropolia. Maneton jednak podaje, że zarówno władcy I jak II dynastii pochodzili z Tinis, gdzie rezydowali, i w położonym w pobliżu Tinis Abydos odnaleziono drugą nekropolię tych królów. Wydaje się, że „podwójne grobowce, budowane przez wszystkich władców I dynastii, dawały wyraz przekonaniu, że władca Obu Krajów powinien posiadać grób zarówno w Dolnym jak i w Górnym Egipcie”.
Od czasów Aha datuje się zwyczaj spisywania na kamieniu królewskich roczników i najważniejszym źródłem dla poznania okresu wczesnodynastycznego są ich fragmenty zachowane na tzw. Kamieniu z Palermo, pochodzącym z czasów V dynastii. Szczyt pomyślności I dynastia miała osiągnąć za panowania Dena (2889 – 2842 p.n.e.), który jako pierwszy miał przyjąć tradycyjny później tytuł „króla Górnego i Dolnego Egiptu”. Za rządów II dynastii (2803 – 2657 p.n.e.) punkt ciężkości państwa przesunął się w stronę Dolnego Egiptu i zanikła tradycja chowania władców w Abydos. Ostatecznie za panowania Nebti Wenega (2717 – 2710 p.n.e.) i Seneda (2710 – 2699 p.n.e.) dochodzi do ponownego rozpadu kraju na część południową i północną. Egipt jednoczy dopiero ostatni władca II dynastii Chasechemui (2684 – 2657 p.n.e.).
Jak widzieliśmy, już w okresie protodynastycznym królowie przyjmowali imiona zwierząt związane z kultami animalistycznymi. Za I dynastii ostatecznie utożsamiono króla z bogiem Horusem (zazwyczaj przedstawianym jako sokół), imię którego mieli nosić wszyscy egipscy faraonowie oprócz jednego, i odtąd cała struktura wewnętrzna Egiptu „opierała się na powszechnie przyjętej zasadzie, że władca rządzący krajem jest bóstwem. Jego deifikacja następowała w momencie koronacji, która sama w sobie stanowiła akt religijny. Tak więc władca będąc bogiem rządził jako monarcha absolutny”. Centrum systemu administracyjnego był dom królewski. Już wtedy u boku króla pojawia się wezyr, choć jeszcze bez uprawnień jakie miał posiadać później. W rządzeniu bierze udział cały sztab asystentów i pisarzy, którzy zajmują się zbieraniem podatków w naturze, ich zapisywaniem i regulacją, oraz wydawaniem prowizji na potrzeby władcy, jego urzędników, dworu i świątyń. To wtedy także musiał pojawić się podział Egiptu na nomy, chociaż znamy je dopiero z panowania Dżosera (2640 – 2620 p.n.e.). Następcy Meniego rozszerzają granice państwa na południu aż do I katarakty, walczą z plemionami libijskimi i koczownikami na Synaju. Utrzymywane są także kontakty z Syrią i Palestyną. „Tak więc wydaje się, że właśnie w tym wczesnym okresie dynastycznym prawie wszystkie formy życia społecznego i politycznego otrzymują swój ostateczny kształt, który przetrwa z niewielkimi zmianami aż do podboju Egiptu przez Aleksandra Wielkiego”.

### Stare Państwo (2657–2166 p.n.e.)

Stare i Średnie Państwo

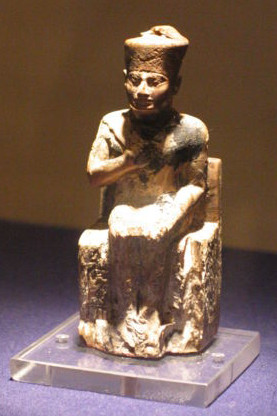
Cheops, wielki budowniczy piramid za czasów IV dynastii

Wraz z nadejściem III dynastii (2657 – 2590 p.n.e.) w Egipcie rozpoczyna się pierwszy okres jego świetności, przez współczesnych historyków nazywany Starym Państwem. Najbardziej znanym przedstawicielem III dynastii jest jej drugi władca, Dżoser (2640 – 2620 p.n.e.), którego imię kojarzone jest z pierwszą wielką piramidą, zbudowaną pod nadzorem jego słynnego wezyra Imhotepa. W tym okresie wezyr z czasem przejmuje wszystkie funkcje administracyjne władcy, chociaż pozostaje jego podwładnym. Szczyt potęgi Stare Państwo osiągnęło za panowania IV dynastii (2590 – 2456 p.n.e.), której założycielem był Snofru (2590 – 2554 p.n.e.), znany ze swych wypraw wojennych do Nubii i Libii. W pamięci potomnych faraonowie IV dynastii zachowali się jednak przede wszystkim jako twórcy piramid. Sam Snofru zbudował aż trzy piramidy, jednak zostały one przyćmione przez zespoły grobowe trzech jego następców – Cheopsa (2554 – 2531 p.n.e.), Chefrena (2515 – 2489 p.n.e.) i Mykerinosa (2489 – 2461 p.n.e.), razem składające się na kompleks tzw. Piramid w Gizie. Budowa piramid była dla Egipcjan działaniem o charakterze religijnym - miały one stanowić pomost do zaświatów, władcy umożliwiając wstąpienie do nieba, zaś jego poddanym biorącym udział w ich wznoszeniu ofiarowując nieśmiertelność.
Za czasów IV dynastii w życiu religijnym Egiptu na czoło wysuwa się bóg słońca Re i król Dżedefre (2531 – 2522 p.n.e.) wprowadza do tytulatury władców określenie „syn Re”. Za rządów V (2456 – 2297 p.n.e.) i VI dynastii (2297 – 2166 p.n.e.) obok coraz mniejszych piramid władcy budują świątynie poświęcone bogu słońca. Ogromne wpływy w państwie uzyskują kapłani Re z Heliopolis. Za panowania ostatnich królów V dynastii dochodzi do osłabienia władzy królewskiej na rzecz lokalnych urzędników, a proces ten postępuje za VI dynastii. Do ostatecznego rozkładu władzy centralnej dochodzi podczas długiego panowania Pepiego II (2229 – 2169 p.n.e.), kiedy to nomarchowie stają się właściwie dziedzicznymi książętami. W rezultacie administracja zostaje całkowicie sparaliżowana i nie potrafi zapewnić ludności kraju zaopatrzenia w żywność i podstawowe dobra. Ta sytuacja doprowadza do społecznego wybuchu i kraj pogrąża się w całkowitej anarchii. Stare Państwo przestaje istnieć.

### Pierwszy Okres Przejściowy (2166–2020 p.n.e.)
Okres anarchii po upadku Starego Państwa współcześni historycy nazwali Pierwszym Okresem Przejściowym. Według Manetona ma wówczas panować pięć dynastii (VII - XI), w rzeczywistości żadna z nich nie rządzi jednak w całym kraju. Panujący wówczas chaos sprawia, że ludzie zwracają się ku kultowi boga umarłych, Ozyrysa. To także wtedy doszło do niespotykanego dotąd rozkwitu literatury, rozważającej los człowieka w tych czasach nędzy i zagrożenia. Nazywamy ją dzisiaj literaturą pesymistyczną. Pod koniec Pierwszego Okresu Przejściowego powstały dwa ośrodki władzy, jeden w Herakleopolis w Dolnym Egipcie, gdzie panowała kolejno IX i X dynastia (2120 – 2020 p.n.e.), zaś drugi w Tebach w Górnym Egipcie, gdzie rządzili władcy XI dynastii (2120 – 1976 p.n.e.). Ok. 2020 p.n.e. król XI dynastii Mentuhotep I (2046 – 1995 p.n.e.) pokonuje władców Herakleopolis i ponownie jednoczy Egipt.

### Średnie Państwo (2020–1793 p.n.e.)

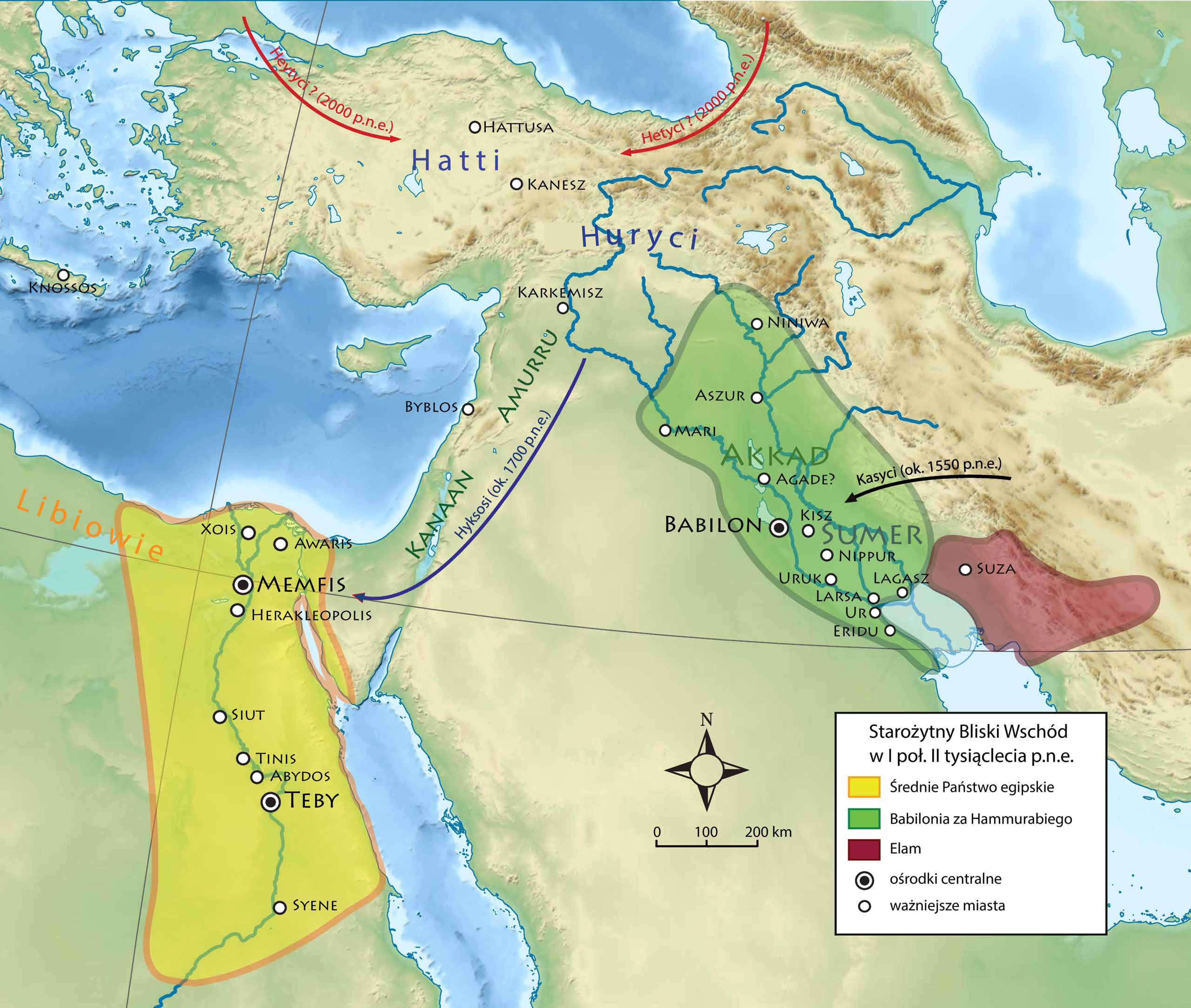
Egipt na tle starożytnego Bliskiego Wschodu w I poł. II tysiąclecia p.n.e.

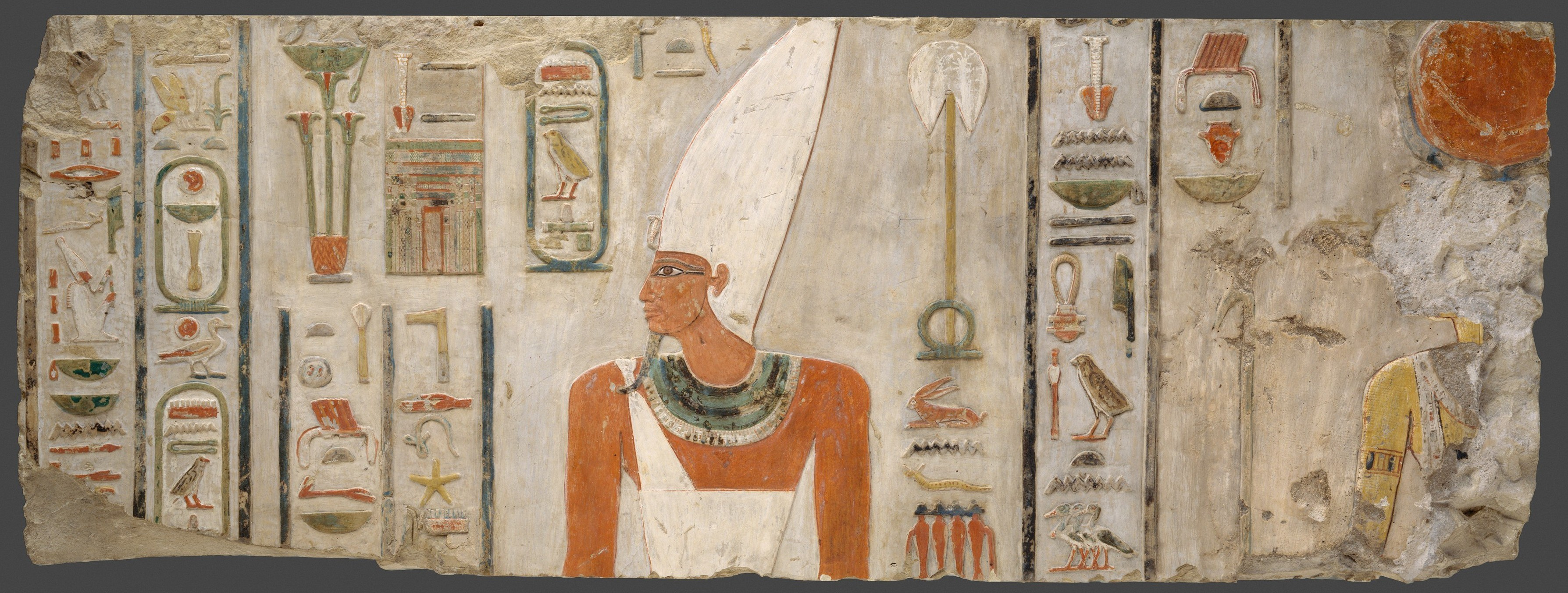
Inskrypcje grobowe Mentuhotepa I

Długie panowanie Mentuhotepa przywróciło stabilność w Egipcie. Nowi władcy rządzili w oparciu o rodzinne Teby, propagując lokalny kult Amona, który wyrósł na naczelne bóstwo Egiptu. Jednocześnie Amon zaczął być kojarzony z Re, występując jako Amon-Re, co pozwoliło zachować ciągłość z dawniejszymi bogami. Założycielem XII dynastii (1976 – 1793 p.n.e.) był wezyr swoich poprzedników, Amenemhat I (1976 – 1941 p.n.e.) Przeniósł on stolicę kraju do nowo zbudowanego Iczitaui, ok. 60 km na południe od Memfis. Jego następcy podbili Nubię, gdzie dotarli aż do III katarakty. Urządzali także wyprawy do Libii i Palestyny. Ogromnym przedsięwzięciem była irygacja oazy Fajum, zapoczątkowana przez Senusereta I (1956 – 1910 p.n.e.), a ukończona za Amenemhata III (1853 – 1805 p.n.e.). Był to jeden z elementów niezwykłego rozwoju ekonomicznego kraju. Monarchia uległa wzmocnieniu także dzięki reformom Senusereta III (1872 – 1852 pn.e.), który położył kres niezależności nomarchów, zastępując ich urzędnikami podporządkowanymi wezyrowi. Po krótkim panowaniu dwóch następców Amenemhata III władzę w Egipcie przejął uzurpator Wegaf, założyciel XIII dynastii (1793 – 1648/1645 p.n.e.).
Rządy XII dynastii uważane są za „epokę klasyczną” starożytnego Egiptu. Używany wówczas tzw. język średnioegipski pozostał językiem religii przez następne dwa tysiące lat. Jego znaczenie wiązało się z powstaniem w tym okresie bogatej literatury, która pozostała żywa w świadomości Egipcjan następnych stuleci. To także w tym języku spisano literaturę pesymistyczną poprzedniej epoki. W tym okresie ustaliło się również nowe określenie pozycji króla: nie był on już bogiem, ale synem bożym, rządzącym z ramienia Maat i ze swoich osobistych zasług. Takie „uczłowieczenie” faraonów było dziedzictwem upadku władzy w Pierwszym Okresie Przejściowym. Do tej zmiany mogły się także przyczynić ożywione kontakty z krajami azjatyckimi, które doprowadziły do osiedlania się Azjatów w Egipcie. Utrzymywano również regularne kontakty z regionem Morza Egejskiego, w szczególności z minojską Kretą.

### Drugi Okres Przejściowy (1793–1540 p.n.e.)

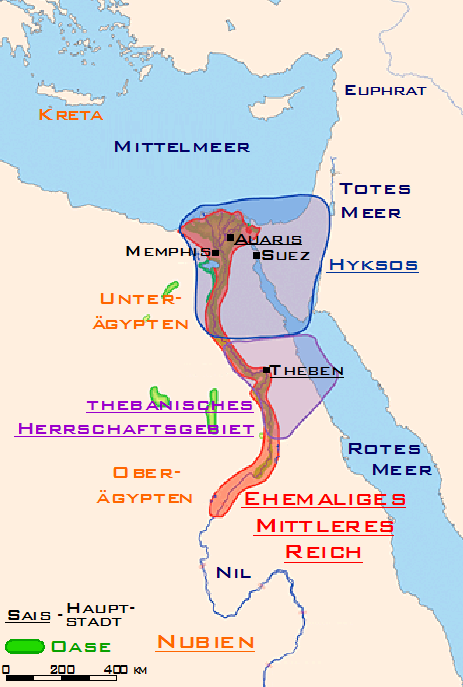
Mapa Egiptu podczas Drugiego Okresu Przejściowego (w języku niemieckim)

Wraz z nadejściem XIII dynastii Egipt ponownie ogarnął okres niepokojów, podobny do tego jaki miał miejsce u schyłku Starego Państwa. XIII dynastia liczyła ok. 50 królów, którzy często byli uzurpatorami i rządzili bardzo krótko. Pewnej stabilności Egipt zaznał za panowania Neferhotepa I (1741 – 1730 p.n.e.) i jego brata Sobekhotepa IV (1730 – 1720 p.n.e.), później jednak władza centralna ulegała coraz większemu osłabieniu. Zdobycze XII dynastii w Nubii zostały utracone. Na północy coraz większą rolę odgrywali napływowi Azjaci, którzy osiedlali się w Egipcie już w poprzedniej epoce, i ostatecznie przestali oni uznawać władzę królów z Iczitaui. Maneton uznał tych władców za XIV dynastię, zaś mieli oni panować na północy kraju aż do 1648/1645 p.n.e. Kolejną falę azjatyckich przybyszów stanowili tzw. Hyksosi, których przybycie miało o wiele bardziej gwałtowny charakter. Zagarnęli oni większość Egiptu siłą, ustanawiając XV dynastię (ok. 1630 – 1528 p.n.e.) ze stolicą w Awaris. Hyksosom podporządkowane były XVI dynastia na północy oraz egipska XVII dynastia (1625 – 1540 p.n.e.) rządząca w Tebach. Dopiero Sekenenre Tao II (1560 – 1545 p.n.e.) z XVII dynastii rzucił wyzwanie azjatyckim przybyszom, zaś dzieła wygnania Hyksosów z Egiptu dopełnili jego następcy, Kamose (1545 – 1540) i Ahmose (1540 – 1525 p.n.e.) Ten ostatni jest jednocześnie uważany za założyciela XVIII dynastii (1540 – 1292 p.n.e.), która dała początek nowej epoce w dziejach Egiptu.

### Nowe Państwo (1540–1070 p.n.e.)

Egipt w 1450 p.n.e

Rządy XVIII dynastii charakteryzowały się bezprzykładną ekspansją terytorialną Egiptu, która opierała się na nowo zbudowanej potędze militarnej. Kolejni władcy, począwszy od założyciela dynastii aż do Totmesa IV (1397 – 1388 p.n.e.), regularnie wyprawiali się do Nubii i Lewantu, w rezultacie ustanawiając egipskie rządy w Nubii aż do IV katarakty oraz podporządkowując sobie państewka Palestyny i Syrii. Największy zdobywca, Totmes III (1479 – 1426 p.n.e.), miał poprowadzić 16 wypraw wojennych do Azji. Pewnym wyjątkiem w tym okresie były raczej pokojowe rządy kobiety-faraona Hatszepsut (1479 – 1459 p.n.e.) w okresie młodości Totmesa III, które nie wiązały się jednak z upadkiem wewnętrznej pomyślności i potęgi Egiptu. Głównym przeciwnikiem Egipcjan na terenie Azji było państwo Mitanni, jednak w obliczu wzrastającej potęgi Hetytów Totmes IV zawarł sojusz z królem Artatamą poślubiając jego córkę. Ta polityka była kontynuowana przez jego syna Amenhotepa III (1388 – 1351 p.n.e.), który zawarł wiele małżeństw z księżniczkami mitannijskim, hetyckimi, babilońskimi oraz z córkami lokalnych książąt azjatyckich. W rezultacie Egipt utrzymywał swoje imperium w Azji głównie środkami dyplomatycznymi, ciesząc się pokojem i dobrobytem na bezprzykładną skalę. Okres ten ze względu na przyjazne stosunki z zagranicą charakteryzował się także otwarciem na obce wpływy kulturowe, będące rezultatem imigracji do Egiptu, dyplomacji i handlu.

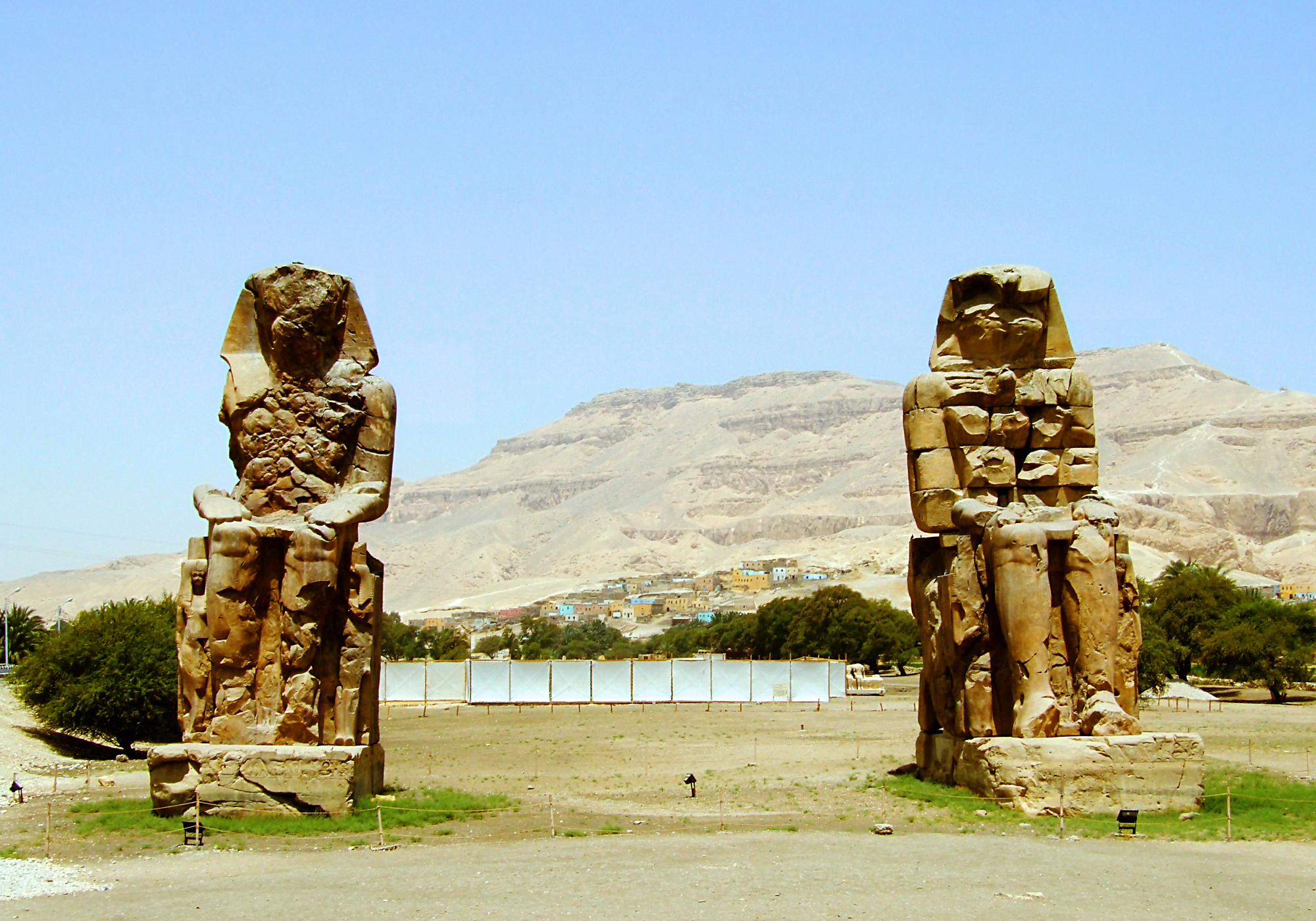
Kolosy Memnona

Ten okres spokoju zakończył się w trakcie panowania Amenhotepa IV Echnatona (1351 – 1335 p.n.e.), który próbował dokonać religijnej rewolucji wprowadzając w Egipcie monoteistyczny kult boga tarczy słonecznej, Atona, przy czym faraon miał być jedynym pośrednikiem pomiędzy tym bóstwem a swoimi poddanymi. Ta idea spotkała się jednak z oporem kapłanów i zwykłej ludności, przywiązanej do dawnych kultów. Już za następcy Echnatona, Tutanchamona (1332 – 1323 p.n.e.), przywrócono kult dawnych bogów, a ostatni król XVIII dynastii, Horemheb (1319 – 1292 p.n.e.), nakazał wymazanie imienia Echnatona i jego bezpośrednich następców z oficjalnych list władców. „Chociaż epizod amarneński [od Amarny, gdzie Echnaton przeniósł stolicę] trwał zaledwie dwadzieścia lat, jego wpływ był ogromny. Jest to być może najważniejsze wydarzenie w religijnej i kulturalnej historii Egiptu i pozostawiło ono głębokie blizny na kolektywnej świadomości jego mieszkańców”. W reakcji na próbę zmonopolizowania przez władcę relacji pomiędzy bogiem a ludźmi jego pośrednictwo zaczęło być całkowicie ignorowane, co w konsekwencji w ciągu następnych dwóch stuleci doprowadziło do powstania tzw. tebańskiej teokracji, w której sam Amon był uważany za rządzącego Egiptem, porozumiewając się ze swoimi poddanymi za pomocą wyroczni.
Niestabilna sytuacja wewnętrzna w Egipcie sprawiła, że jego pozycja międzynarodowa uległa osłabieniu, co Hetyci wykorzystali do zniszczenia państwa Mitanni. Wpływy w Lewancie próbowali odzyskać pierwsi władcy XIX dynastii (1292 – 1186 p.n.e.), ale po tym jak Ramzes II (1279 – 1213 p.n.e.) poniósł klęskę w bitwie pod Kadesz (1274 p.n.e.) ostatecznie zdecydował się on uznać wpływy Hetytów w regionie, zawierając z nimi traktat pokojowy. Długie panowanie Ramzesa II było okresem stabilizacji i pomyślności XIX dynastii. Najważniejszym wydarzeniem następnych lat były najazdy Libijczyków i tzw. Ludów Morza za panowania Merenptaha (1213 – 1203 p.n.e.) i Ramzesa III (1184 – 1152 p.n.e.), który należał już do XX dynastii (1186 – 1070 p.n.e.). W pewnym momencie wydawały się one zagrażać samemu istnieniu Egiptu, jednak ostatecznie te obce ludy zostały odparte. Już pod koniec panowania Ramzesa III, który zginął zamordowany, w Egipcie wybuchają społeczne niepokoje, i przez resztę swojego istnienia XX dynastia znajduje się w stanie permanentnej słabości. Pod koniec jej rządów ogromne wpływy uzyskują arcykapłani Amona-Re z Teb i po śmierci Ramzesa XI przejmują oni władzę nad Górnym Egiptem.

### Trzeci okres przejściowy (1070–664 p.n.e.)
Panująca na początku tego okresu XXI dynastia (1070 – 945 p.n.e.) rządziła jedynie w Dolnym i części Środkowego Egiptu, podczas gdy w Egipcie Górnym władzę sprawowali arcykapłani Amona-Re z Teb. XXII dynastia (945 – 722 p.n.e.) prawdopodobnie była pochodzenia libijskiego. Jej założyciel, Szeszonk I (945 – 924 p.n.e.), doprowadza do mianowania arcykapłanem Amona-Re swojego syna i faktycznie jednoczy Egipt. Po śmierci Szeszonka dwoistość władzy uwypukla się jednak ponownie, pomimo tego że zarówno faraon jak i arcykapłan z Teb pochodzą z tego samego rodu. W niespełna stulecie po panowaniu Szeszonka w Egipcie wybucha wojna domowa i zaczyna się on rozpadać. Władzę w Leontopolis, na terenie Delty, przejmuje XXIII dynastia (808 – 715 p.n.e.), a wkrótce za jej przykładem podąża wielu lokalnych naczelników, którzy zaczynają rządzić na swych regionalnych „dworach”. Podczas gdy Egipt rozpadał się, umacniało się królestwo Nubii, i jego władca Pianchi (ok. 751 – 716 p.n.e.) rozciągnął swoje wpływy na Górny Egipt. Jego głównym rywalem w walce o władzę nad Egiptem był założyciel XXIV dynastii (727 – 711 p.n.e.), panujący w Dolnym i Środkowym Egipcie Tefnacht (727 – 720 p.n.e.). Walka pomiędzy XXIV a XXV dynastią (716 – 656 p.n.e.) (nubijską) rozstrzyga się dopiero za następcy Pianchiego, Szabaki (ok. 716 – 701 p.n.e.), który przejmuje władzę nad całym krajem. Za panowania Taharki (ok. 690 – 664 p.n.e.) dochodzi do katastrofalnego w skutkach konfliktu z Asyrią. W latach 671 i 666 p.n.e. Asyryjczycy zdobywają Memfis i Taharka umiera w Napacie. Jego następca, Tanutamon (664 – 656 p.n.e.), ponownie zajmuje Egipt, pokonując rządzącego w nim z nadania Asyryjczyków Necho I. W odwecie w 663 p.n.e. Aszurbanipal (ok. 669 – 627 p.n.e.) raz jeszcze najeżdża Egipt, ścigając Tanutamona aż do I katarakty i niszcząc Teby. To wydarzenie kończy panowanie XXV dynastii w Egipcie.

### Epoka Późna (664–332 p.n.e.)
Założycielem XXVI dynastii (664 – 525 p.n.e.) był syn Necho I Psametych I (664 – 610 p.n.e.), początkowo panujący jako wasal Asyrii. Po umocnieniu swojej władzy w kraju zrzucił on jednak obcą zależność. Za panowania Psametycha na szerszą skalę zaczynają się osiedlać w Egipcie cudzoziemcy, Syryjczycy, Żydzi i Grecy, przy czym ci ostatni opanowują flotę, armię i handel. Po upadku Asyrii Egipt rywalizuje o prymat na arenie międzynarodowej z Babilonem, co jednak doprowadza do sromotnej klęski pod Karkemisz w 605 p.n.e. W drugiej połowie VI w. p.n.e. w Azji Zachodniej powstaje nowe imperium Persów i w roku 525 p.n.e. podbijają oni Egipt, kończąc tym samym panowanie XXVI dynastii. Achemenidzi prowadzili w Egipcie raczej umiarkowaną i łagodną politykę, pomimo to dla Egipcjan obce panowanie było nie do zaakceptowania. Buntują się oni po śmierci Dariusza I (521 – 486 p.n.e), a w roku 463/462 p.n.e. wybucha wielka rebelia pod wodzą księcia Inarosa, która pomimo jego śmierci w 454 p.n.e. dzięki wsparciu Ateńczyków trwa aż do roku 448 p.n.e. W roku 404 p.n.e. Egipcjanie wzniecają kolejne powstanie, które tym razem obala perskie rządy. By przeciwstawić się Achemenidom Egipcjanie zawierają sojusz ze Spartą, a następnie Euagorasem z Salaminy. W roku 373 oraz ponownie 351 – 350 p.n.e. udaje im się odeprzeć perskie inwazje, jednak ostatecznie ulegają armii Artakserksesa III (358 – 338 p.n.e.) w roku 343 p.n.e. Drugie panowanie perskie trwa jednak zaledwie nieco ponad dekadę, ponieważ już w roku 332 p.n.e. do Egiptu wkracza Aleksander Macedoński (336 – 323 p.n.e.).

### Egipt grecki (332–30 p.n.e.)

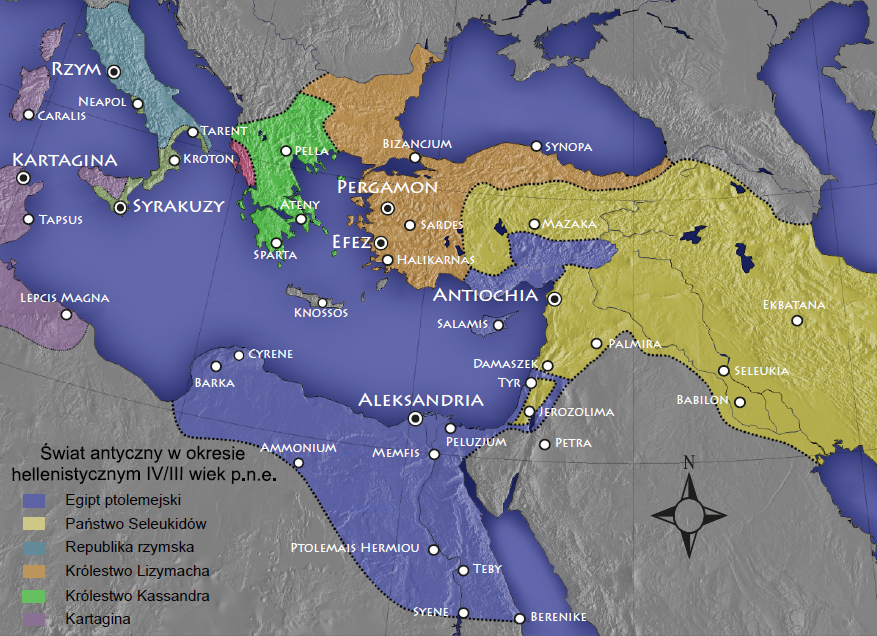
Państwa hellenistyczne na przełomie IV i III wieku p.n.e.

Po śmierci Aleksandra w 323 p.n.e. władzę w Egipcie przejął jego dowódca Ptolemeusz I (323 – 283 p.n.e.). Był on założycielem dynastii Ptolemeuszy, mającej panować w Egipcie przez następne trzy stulecia. Ptolemeusze rządzili Egiptem ze swojej nowo zbudowanej nadmorskiej stolicy, Aleksandrii, która szybko stała się największą metropolią świata hellenistycznego. Za ich rządów Grecy zmonopolizowali wyższy aparat urzędniczy i armię, do których nie dopuszczano Egipcjan. Egipskie elity utrzymały swoją pozycję jedynie w sferze religii, poza uprzywilejowaną klasą kapłańską Egipcjanie byli jednak ludźmi niższej kategorii we własnym kraju. Ptolemeusze prowadzili wobec nich politykę fiskalnego wyzysku, a dochody państwa pomnażał jeszcze rozbudowany system monopoli w dziedzinie wytwórczości i handlu. Także cała ziemia uprawna, przynajmniej teoretycznie, była uważana za własność królewską. W sumie specyficzny typ ekonomiki Egiptu z tak wyraźnie zaznaczoną rolą kierowniczą państwa, nie znajdował analogii w antycznym świecie śródziemnomorskim.
Korzystając z zasobów Egiptu pierwsi trzej Ptolemeusze prowadzili aktywną politykę zagraniczną, podporządkowując sobie Cyrenajkę, Cypr, Palestynę, południową Syrię oraz wiele miast na południowym wybrzeżu Azji Mniejszej i wysp Morza Egejskiego. O panowanie nad Syrią i Palestyną Ptolemeusze toczyli wyczerpujące wojny z Seleukidami. Za panowania Ptolemeusza IV (222 – 205 p.n.e.) widoczne stają się oznaki wewnętrznego kryzysu - wyzyskiwani chłopi wszczynają bunty, a w roku 205 p.n.e. ma miejsce secesja Tebaidy, która była rządzona przez niezależnych faraonów pochodzenia nubijskiego aż do roku 185 p.n.e. Osłabieni Ptolemeusze utracili wszystkie nie egipskie posiadłości, poza Cyrenajką i Cyprem. Sytuacja w kraju ustabilizowała się za cenę finansowych ustępstw wobec egipskiego chłopstwa i kapłanów, które „zredukowały jednak zdolność do ściągania odpowiednich dochodów w przyszłości i tym samym jeszcze bardziej osłabiły władzę centralną”. Ptolemeusze musieli zacząć bardziej polegać na Egipcjanach (przed którymi nadal zamknięte były jednak wysokie stanowiska o charakterze politycznym) także, dlatego że w II w. p.n.e. właściwie ustała emigracja Greków do Egiptu. Elementem kompromisu z miejscowymi elitami było przyjęcie faraońskiej tytulatury oraz tradycyjnego rytuału koronacji.
Pomimo tego „reszta dziejów dynastii nacechowana jest postępującą degeneracją. Walki między jej członkami właściwie się nie kończą. Naruszona zostaje stabilność władzy królewskiej, chłopskie rewolty powtarzają się kilkakrotnie. Odnawia się na początku I w. p.n.e. secesja Górnego Egiptu. Kres jej kładzie dopiero brutalne zniszczenie Teb w 85 p.n.e.”. Papirusy rysują obraz powszechnej korupcji, jawnej wrogości ludności wobec funkcjonariuszy administracji i ucieczek ze wsi w obliczu ich rosnących wymagań. Królowie stracili przy tym jakąkolwiek władzę nad aparatem urzędniczym i kraj pogrążył się w anarchii. Od czasów Ptolemeusza VI (181 – 145 p.n.e.) rośnie zależność Egiptu od Rzymu i o jego sprawach coraz częściej zaczyna decydować rzymski senat. Niezależność Ptolemeuszy w ostatnim półwieczu ich panowania jest fikcją. Próbę odbudowy niezależności Egiptu podjęła ostatnia przedstawicielka dynastii, Kleopatra VII (51 – 30 p.n.e.), która korzystała ze wsparcia Cezara a następnie Marka Antoniusza. Klęska tego ostatniego pod Akcjum doprowadziła do śmierci Kleopatry i zamiany Egiptu w rzymską prowincję w 30 p.n.e.

### Egipt rzymski (30 p.n.e.–IV w. n.e.)

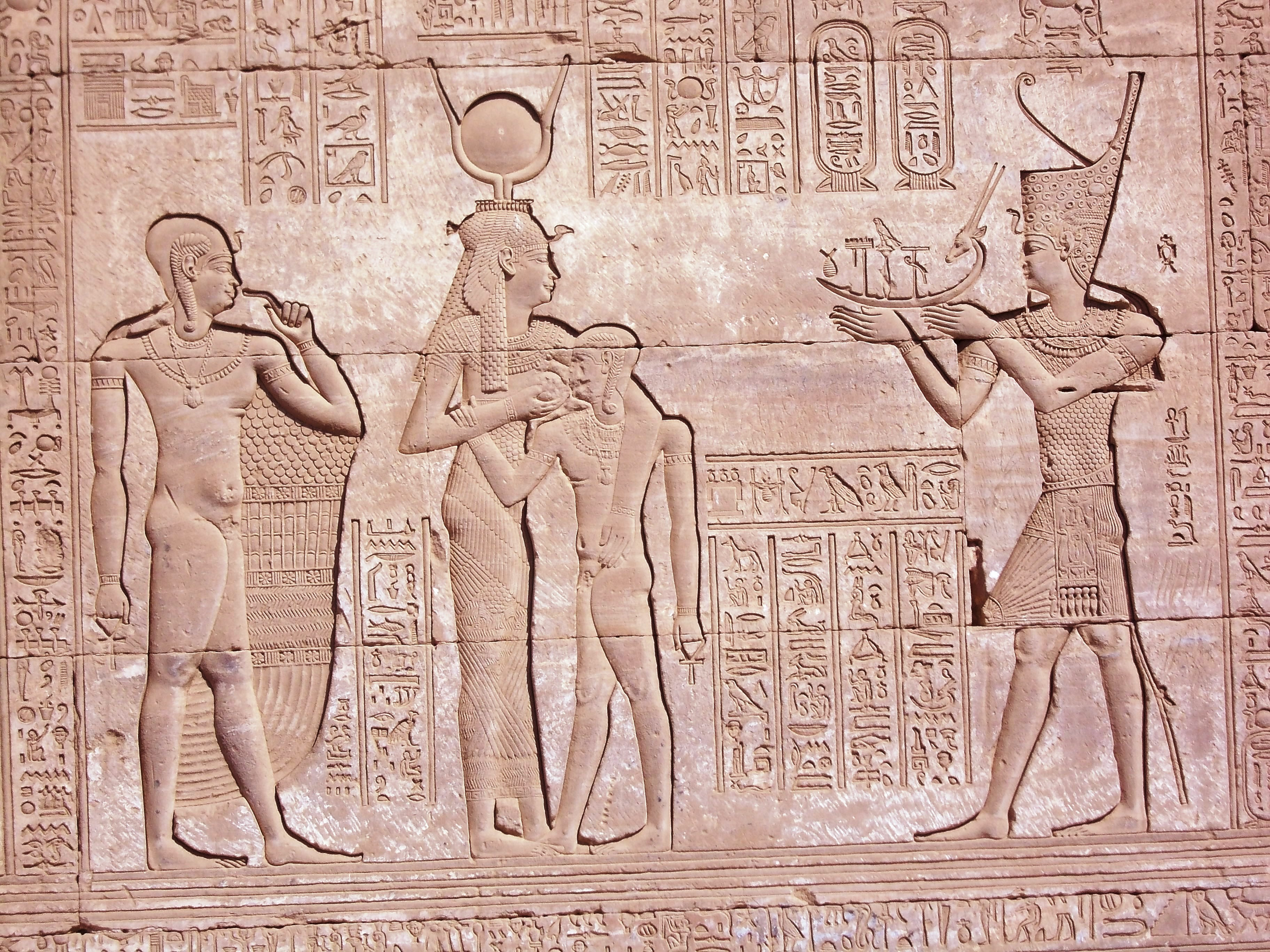
Trajan jako faraon składający dar z wotywnej łodzi bogini Hathor, która występuje tutaj razem ze swoim synem Ihy oraz Harpokratesem. Relief ze świątyni w Denderze

Przejście Egiptu pod władzę Rzymu było przełomowym wydarzeniem w historii kraju. Wprawdzie już wcześniej wielokrotnie znajdował się on pod obcymi rządami, lecz dla dotychczasowych władców Egiptu stanowił on z reguły istotny ośrodek ich rządów; dlatego chcąc zapewnić stabilność swojemu panowaniu, w mniejszym lub większym stopniu godzili się oni na "egipcjanizację". Teraz natomiast Egipt znalazł się na peryferiach politycznego centrum i nie miał możliwości oddziaływania na swoich odległych władców. August (27 p.n.e.–14 n.e.) nadał Egiptowi szczególny status, włączając go do swojej osobistej domeny i decydując, że będzie rządzony przez bezpośrednio przed nim odpowiedzialnego prefekta w randze ekwity. Senatorowie i ekwici najwyższej rangi nie mieli nawet prawa wjeżdżać do Egiptu bez zezwolenia cesarza. Tak jak w czasach ptolemejskich, Egipt miał posiadać własny system monetarny, odmienny od reszty imperium. Tak ukonstytuowany "Egipt Augusta" miał przetrwać w swej administracyjnej izolacji przez następne trzy stulecia.
Dla Rzymu Egipt był przede wszystkim dostarczycielem zboża, pokrywającym mniej więcej 1/3 potrzeb stolicy imperium. "Potrzeba zapewnienia stałej produkcji i dostaw zboża decydowała o bez mała wszystkich aspektach rzymskiej polityki w Egipcie". Ponadto z portów nad Morzem Czerwonym prowadzono handel towarami luksusowymi z Indiami, a pośrednio także z Malajami, a być może nawet z Chinami. Rzymianie bardzo ograniczyli społeczną mobilność, dzieląc społeczeństwo Egiptu na wykluczające się ze sobą klasy. Grecy zachowali swój uprzywilejowany status, przy czym w przeciwieństwie do poprzedniej epoki mieszane małżeństwa pomiędzy nimi a Egipcjanami były surowo karane. By zostać obywatelem rzymskim trzeba było wcześniej posiadać obywatelstwo Aleksandrii. Przed rodowitymi Egipcjanami była także zamknięta zwykła dla innych prowincjuszy droga awansu poprzez służbę w armii. Nie ulega wątpliwości że ten system został skonstruowany po to, by zapewnić ciągłe istnienie służebnej klasy Egipcjan pracującej na roli i dostarczającej dla Rzymu tak potrzebne mu zboże. August skonfiskował wiele świątynnych majątków oraz poddał finanse świątyń drobiazgowej kontroli. Liczba kapłanów była limitowana, a ich rolę ograniczono do sfery czysto religijnej. Językiem urzędowym rzymskiego Egiptu był grecki i przestano uznawać kontrakty sporządzane pismem demotycznym oraz zniesiono egipskie sądy. Pomimo to piśmiennictwo w języku demotycznym rozkwitało i ostatecznie eksperymenty kapłanów z pismem demotycznym i greckim doprowadziły do powstania pisma koptyjskiego.
Początek panowania rzymskiego wiąże się z pewnym gospodarczym ożywieniem, związanym z aktywnymi pracami nad renowacją systemu irygacyjnego, zaniedbanego za ostatnich Ptolemeuszy. Te pozytywne bodźce ekonomiczne zniweczył jednak rzymski fiskalizm i poddany bezwzględnej ekonomicznej eksploatacji rzymski Egipt powoli lecz systematycznie stawał się coraz uboższy. Położony na peryferiach imperium był on także świadkiem niewielu ważnych wydarzeń politycznych i, co się z tym wiąże, bardzo rzadko był odwiedzany przez kolejnych cesarzy. Tuż po zajęciu Egiptu Rzymianie musieli walczyć z zagrażającym jego południowym granicom władcom Meroe, jednak po odparciu ich inwazji w 21 p.n.e. zawarto z nimi pokój. Odtąd przez niemal trzy następne stulecia Egiptowi nie zagrażał żaden wróg zewnętrzny. W latach 115 do 117 w Egipcie miała miejsce żydowska rewolta, która zrujnowała znaczne obszary kraju. Żydzi do tej pory byli najliczniejszą obcą społecznością w Egipcie, której elita aspirowała do tego samego statusu co Grecy, co było źródłem nieustannego napięcia. Nieudane powstanie oznaczało koniec istnienia żydowskiej społeczności w Egipcie, która z powrotem pojawiła się dopiero w następnym stuleciu. Kolejnym poważnym buntem w Egipcie było tzw. powstanie pasterzy (171 – 175), którzy rozbili miejscowe siły rzymskie i zostali pokonani dopiero przez świeże siły namiestnika Syrii Awidiusza Kasjusza. W roku 212 edykt Karakalli nadał obywatelstwo rzymskie wszystkim mieszkańcom imperium, jednak nie miał on istotnego znaczenia dla położenia zwykłych egipskich chłopów.
W III wieku Egipt znajdował się już w głębokim kryzysie, który miał swoje konsekwencje także dla życia religijnego. Aż do tego momentu tradycyjna religia Egiptu wydawała się mieć całkiem dobrze, a synkretyczne kulty Serapisa i Izydy, zapoczątkowane w okresie ptolemejskim, stały się nawet popularne na innych obszarach cesarstwa. Jednak finansowy kryzys oznaczał drastyczne ograniczenie patronatu nad świątyniami, polegającymi na kosztownych rytuałach, zaś im życie w Egipcie stawało się cięższe a rzymscy cesarze bardziej odlegli i nieistotni, tym bardziej tradycyjna teologia stawiająca w centrum pośredniczącego między bogami a ludźmi władcę stawała się nieaktualna. W tej sytuacji na egipskiej wsi zaczęło pojawiać się chrześcijaństwo, które już od drugiej połowy I w. było obecne w Aleksandrii. Odpowiedzą cesarzy na wzrost chrześcijaństwa były prześladowania, które jednak nie doprowadziły do zmiany sytuacji. W roku 297 w Aleksandrii wybuchł bunt Domicjusza Domicjana, który został osobiście stłumiony przez Dioklecjana (284–305). Dioklecjan ostatecznie włączył Egipt do zreorganizowanego przez siebie systemu prowincjalnego, zniósł jego odrębność monetarną i wprowadził łacinę do jego administracji. W ten sposób zakończyła się historia „Egiptu Augusta”.

## Egipt średniowieczny

### Egipt bizantyński (IV w.–641)
IV wiek to historia dalszego wzrostu chrześcijaństwa i upadku egipskiej religii, której kapłani byli ostatnimi strażnikami tradycji starożytnego Egiptu. Nie doszło przy tym do żadnej istotnej konfrontacji pomiędzy dwiema religiami, lecz raczej ta rodzima „po prostu stała się nieistotna dla swoich klientów i została zastąpiona przez nową formę religii, opartą na jednym świętym tekście i jednolitą w całym Cesarstwie Rzymskim. Chrześcijaństwo w IV wieku mogło zająć w większości pustą przestrzeń. Większość gwałtownych konfliktów pomiędzy poganami a chrześcijanami to prawdopodobnie późniejsze inwencje”. Najsłynniejszym z tych konfliktów było splądrowanie przez chrześcijan Serapejon w 391 roku, co było rezultatem dekretów cesarza Teodozjusza (379–395), na których podstawie zamknięto także inne czynne jeszcze pogańskie świątynie w Egipcie. Niewiele egipskich świątyń nadal funkcjonowało w V wieku. Najdłużej tradycyjna religia Egiptu utrzymała się na jego południowym pograniczu, co wiąże się z faktem, że do jej wyznawców należeli Nobadowie i Blemiowie. Ostatnia egipska świątynia, sanktuarium Izydy na wyspie File, została zamknięta przez Justyniana (527–565) w 543. Grecko-rzymskie pogaństwo, powiązane z grecką kulturą literacką i filozoficzną, przetrwało nieco dłużej niż rodzima religia Egipcjan. Aż do VI wieku w Egipcie można było otrzymać świeckie wykształcenie i w związku z tym pozostawała żywa klasyczna kultura literacka. Najdłużej działającą instytucją powiązaną z dawnym pogaństwem była filozoficzna szkoła aleksandryjska, co wiąże się z faktem, iż neoplatonizm stanowił wspólne dziedzictwo zarówno pogan, jak i chrześcijan.

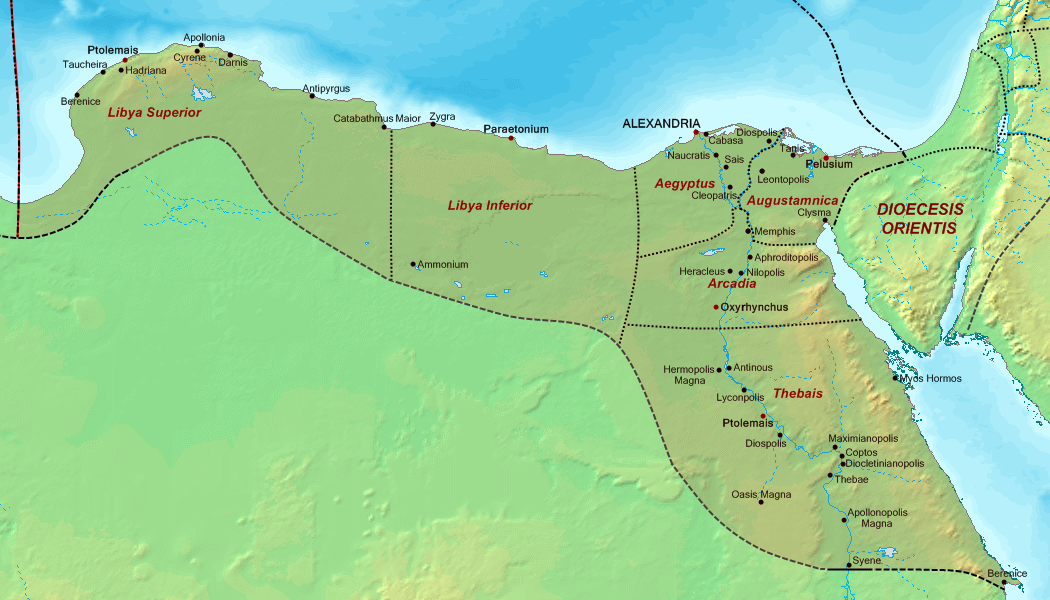
Diecezja Egiptu na przełomie IV i V wieku

To w IV wieku sieć rozproszonych biskupstw i parafii utworzyła jeden egipski Kościół pod przywództwem patriarchy Aleksandrii. Ten proces nie odbył się jednak bezboleśnie, bowiem egipskim chrześcijaństwem wstrząsały kontrowersje wywołane przez takie grupy jak melecjanie czy arianie. Spór wokół arianizmu doprowadził do zwołania w 325 soboru nicejskiego, który sformułował nowe wyznanie wiary. Nie zakończyło to jednak konfliktu i długi patriarchat Atanazego (328–373) był zdominowany przez kryzys ariański. Podczas gdy Atanazy starał się bronić sformułowań nicejskich, panujący wówczas na Wschodzie cesarze popierali arianizm i to wtedy w Egipcie „po raz pierwszy obserwować możemy ważne zjawisko rodzenia się wokół przywódcy Kościoła oporu wobec władzy zewnętrznej”. Doktryna nicejska ostatecznie zwyciężyła za panowania Teodozjusza. W sumie kryzys ariański doprowadził do niepomiernego wzrostu roli biskupa Aleksandrii i dwaj wielcy następcy Atanazego, Teofil (385–412) i Cyryl (412–449) „nie tylko byli w stanie podporządkować sobie bez reszty kler egipski, ale potrafili ubiegać się o kierowanie całym Kościołem w greckiej części cesarstwa rzymskiego”. Walka ich następcy, Dioskura (444–458), o prymat Aleksandrii i dominującego w niej monofizytyzmu zakończyła się jednak klęską, gdy zwołany w 451 sobór w Chalcedonie przyjął diofizyckie wyznanie wiary i zdjął go z urzędu. Okazało się to początkiem trwającej do dziś schizmy pomiędzy monofizyckim Koptyjskim Kościołem Ortodoksyjnym a Kościołem Prawosławnym.
Jednym z najważniejszych kulturowych zjawisk ówczesnego Egiptu było powstanie chrześcijańskiego monastycyzmu. Za jego ojca tradycyjnie uchodzi św. Antoni (zm. 356), który pod koniec III wieku odszedł ze swojej wioski by zamieszkać na pustyni. Tym samym stał się on patronem samotniczej, anachoretycznej formy monastycyzmu. Za twórcę jego wspólnotowej, cenobickiej odmiany uchodzi z kolei Pachomiusz (zm. 346), były żołnierz cesarskiej armii, który zaczął organizować mnichów na sposób wojskowy. W założonych przez niego wspólnotach mnisi razem pracowali, jedli i odbywali religijne praktyki. „Ta cenobitycka forma monastycyzmu była wpływowa w zachodniej Europie i reguła Pachomiusza dla monastycznego życia wspólnotowego inspirowała monastyczne reguły zarówno we wschodniej, jak i zachodniej części świata śródziemnomorskiego”. Ruch monastyczny stał się sławny w całym chrześcijańskim świecie dzięki literaturze na temat egipskich mnichów, takiej jak „Żywot św. Antoniego” czy Apoftegmaty ojców pustyni. W ramach ruchu monastycznego powstała literatura religijna w języku koptyjskim, będącym ostatnią fazą rozwojową języka egipskiego.
Egipt został dotkliwie dotknięty przez zarazę Justyniana i na początku VII w. liczba jego ludności mogła spaść do ok. 3 mln ludzi. Aż do tego momentu Egipt znajdował się na uboczu toczonych przez Cesarstwo wojen i był jedynie przedmiotem rabunkowych najazdów koczowniczych Blemiów i Nobadów. Ta sytuacja zmieniła się, gdy kraj dotknęła wojna toczona przez Bizancjum z Sasanidami. W latach 619 do 629 Egipt znajdował się pod perską okupacją. W 629 Sasanidzi opuścili kraj, jednak ich rządy pozostawiły Egipt w stanie dezorganizacji. Kraj rozdzierał także konflikt pomiędzy cesarskim patriarchą Aleksandrii Cyrusem (631–642), a jego koptyjskim konkurentem Beniaminem (626–662). W tej sytuacji Egipt stał się łatwym łupem arabskich najeźdźców, którzy podbili go w latach 639 do 645.

### Ichszydydzi (935–969)

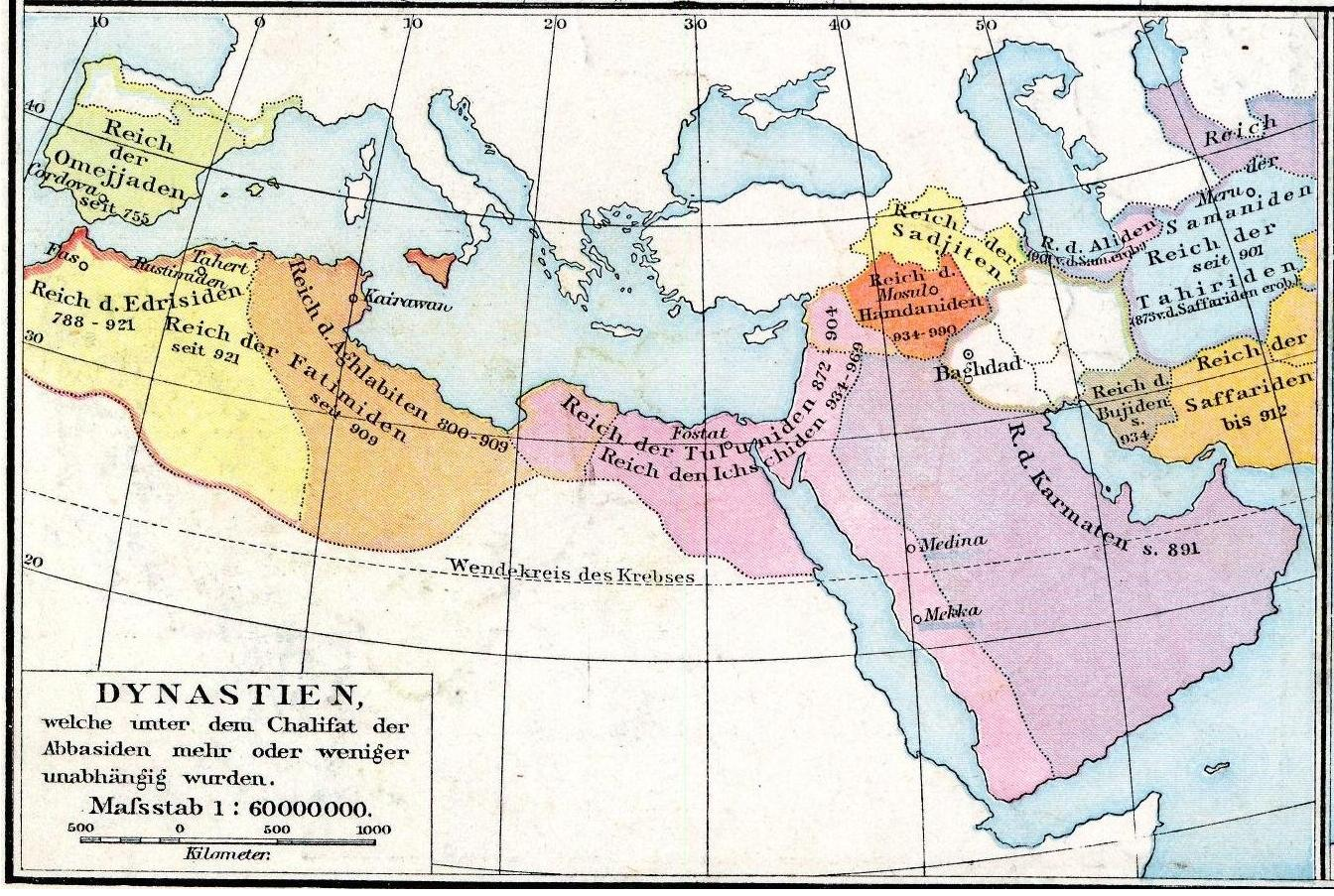
Państwo Ichszydydów

W 935 roku tytuł namiestnika Egiptu trafił w ręce Muhammada ibn Tughdża, namiestnika pochodzącego z ludów turkijskich. Zyskał on tytuł "ichszid" oznaczający księcia, od którego nazwę wzięła cała dynastia. W następnych latach, dzięki karnej i doświadczonej armii, podbił Syrię, Jemen, Mekkę i Medynę. Patronował artystom i świątobliwym mężom (salihun), poprawił gospodarkę państwa dzięki reformie dinara, wprowadził też zasadę częstych konfiskat majątków wśród wszystkich urzędników. Zarówno on jak i jego następcy otaczali się alidzkimi doradcami, takimi jak Abd Allah Ibn Tabataba, czy Al-Hasan Ibn Tahir, obaj zasłużeni w dyplomacji.
Po śmierci Al-Ichszida, władzę przejęli de iure synowie zmarłego namiestnika, jednak faktyczna władza leżała w rękach niewolnika i eunucha Abu al-Misk Kafura, który w 966 przejął pełnie władzy.

### Ajjubidzi (1171–1254)

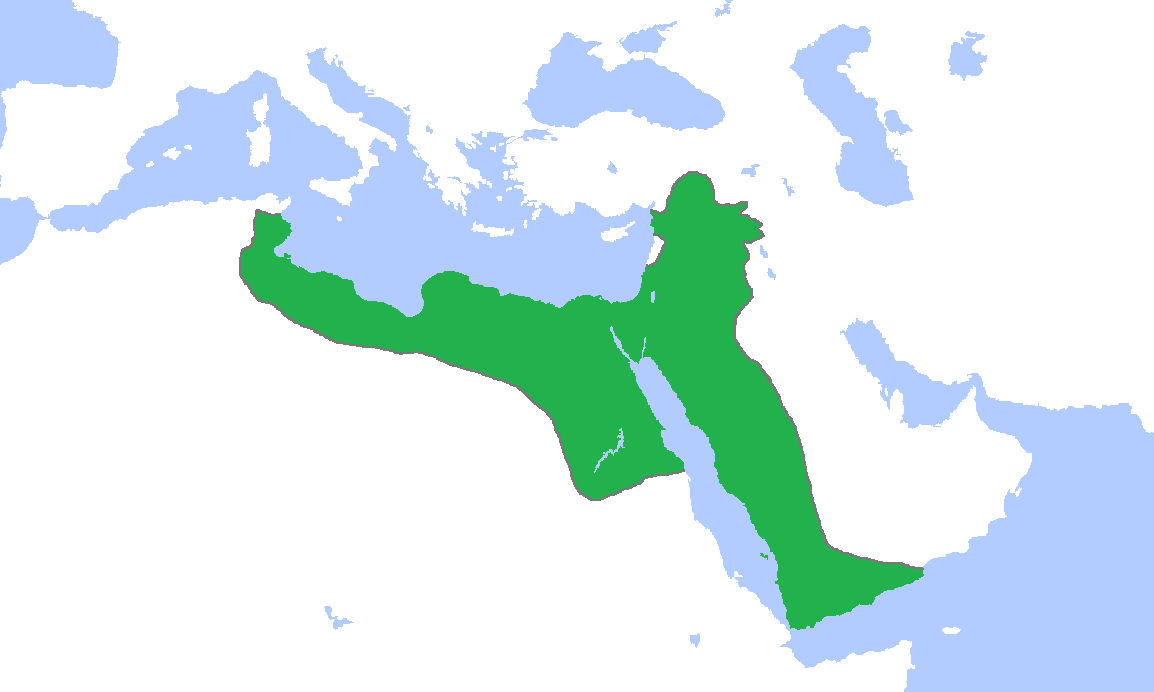
Państwo Ajjubidów

### Panowanie mameluków (1254–1517)

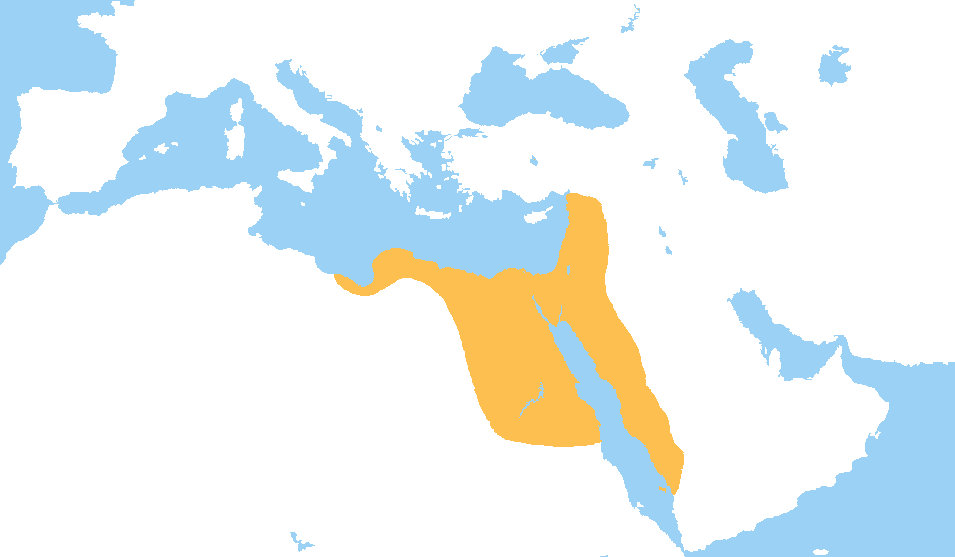
Państwo mameluków ok. roku 1279

Władzę w Egipcie przejęli mamelucy, czyli oddziały wojskowe złożone z niewolników czerkieskich, gruzińskich, kipczackich i tureckich, którzy od ok. IX wieku stanowili gwardię przyboczną sułtanów średniowiecznego Egiptu. W 1250 roku objęli oni oligarchiczną władzę w Egipcie – żołnierze zdobyli pałac sułtana Turan-Szacha z dynastii Ajjubidów i go zabili, a na tronie osadzili dziecko, Al-Mansur Ali’ego, w którego imieniu władzę sprawowali sułtanka Szadżar-ad-Durr i mameluk Turkmen Ajbak. Państwo Mameluków zostało podbite w 1517 roku przez Turków osmańskich, jednak Mamelucy zachowali swoje ziemie i przywileje.

## Egipt nowożytny

### Panowanie francuskie (1798–1801)
Wyprawa Napoleona na Egipt, który miał służyć jako przyszła baza wypadowa pod inwazję na Indie, zakończyła się częściowym sukcesem. Generałowi udało się zająć Maltę i Dolny Egipt z Kairem. W wyniku trudności klimatycznych, a także zmuszony przez siły turecko-angielskie, kapitulował w 1801 roku.

### Wicekrólestwo Egiptu (1805–1914)

Egipt pod panowaniem Imperium osmańskiego

Po wycofaniu wojsk francuskich Egipt powrócił pod formalne zwierzchnictwo Imperium Osmańskiego. Od 1805 roku władzę w imieniu sułtana sprawował jako namiestnik (tytułujący się wicekrólem) pasza Muhammad Ali. Stopniowo poszerzał on terytorialny zakres swojej władzy, zdobywając Mekkę i Medynę, Sudan, a w latach 1831-33 – występując przeciw metropolii – podporządkowując terytoria tureckiej Syrii. Po śmierci Muhammada Alego w 1849 przez ponad sto lat władzę nad Egiptem sprawowali członkowie jego rodziny. Od 1867 roku wicekrólowie nosili oficjalny, uznany przez Wielką Portę tytuł kedywa (chedywa).
Brytyjczycy okupowali Egipt, wraz ze strefą Kanału Sueskiego, faktycznie od 1882. Wysłali tam swoje wojska na zaproszenie ówczesnego władcy Egiptu, chedywa Tawfika Paszy, w celu stłumienia antyrządowego powstania Urabiego Paszy i pozostawili je tam aż do 1914. W tym okresie utrzymywano fikcję prawną, iż władcy Egiptu podlegają formalnie rządowi Turcji osmańskiej w Stambule, podczas gdy faktycznie Egipt był protektoratem brytyjskim.

### Sułtanat (1914–1922)

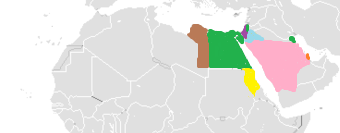
Terytorium Sułtanatu Egipskiego

Wobec przystąpienia Turcji osmańskiej do I wojny światowej po stronie państw centralnych w 1914, Brytyjczycy narzucili Egiptowi protektorat już całkiem oficjalnie. Lojalny wobec rządu w Stambule chedyw (wicekról) Abbas II Hilmi został przez Brytyjczyków zdetronizowany, a jego miejsce zajął wuj, Husajn Kamil, stronnik Brytyjczyków. Koniec zwierzchnictwa osmańskiego nad Egiptem symbolizowało przyjęcie przez Husajna Kamila tytułu sułtana Egiptu i króla Sudanu zamiast noszonego wcześniej tytułu chedywa. Z kolei po Husajnie Kamilu tytuł sułtana nosił do 1922 jego brat i następca Fuad I.
Pod naciskiem ze strony nacjonalistów egipskich pod wodzą Saada Zaghlula Brytyjczycy w 1922 uznali formalnie Egipt jako państwo w pełni niepodległe. Tytuł sułtana zastąpiono tytułem króla. Nowy tytuł władcy Egiptu miał podkreślać jego niezawisłość od wszelkiej władzy świeckiej. Ponadto odzwierciadlała postępujący proces sekularyzacji Egiptu: tytuł arabski „sultan”, zdaniem m.in. Saada Zaghlula, bardziej kojarzył się z islamem, w porównaniu z tytułem „malik”.
Głównym celem wojsk osmańskich na terenie Egiptu była strefa Kanału Sueskiego, mającego ogromne znaczenie dla zaopatrzenia Wielkiej Brytanii, skracającego znacznie drogę do Indii. W styczniu 1915 armia turecka przeszła przez Półwysep Synaj, a następnie sam kanał, ale ostatecznie została odparta z powrotem. Pokaźne liczebnie siły brytyjskie trwały w pogotowiu na wypadek ofensywy tureckiej na Egipt, spodziewanej ze wschodu, a nie od strony Cyrenajki. W pierwszej połowie 1916 Brytyjczycy wkroczyli na Półwysep Synaj i odparli wszystkie ataki tureckie, ze starciem kulminacyjnym pod Romani 3 sierpnia 1916). Następnie armia brytyjska doszła do Al-Arisz. W następstwie bitwy pod Magrutajn, 8-9 stycznia 1917, oddziały tureckie zostały całkowicie wyparte z Synaju, a Brytyjczycy mieli otwartą drogę do Palestyny. Po dwóch nieudanych natarciach na Gazę, 26 marca i 17–19 kwietnia 1917, nowym dowódcą wojsk brytyjskich w Palestynie został gen. Edmund Allenby, który zobowiązał się do świętowania Bożego Narodzenia w Jerozolimie. Po reorganizacji sztabu Allenby’emu udało się odebrać Gazę Turkom 31 października 1917, a Jerozolimę bronioną przez niemieckiego gen. Ericha von Falkenhayna, 9 grudnia 1917. Dalsze postępy Brytyjczyków zostały zahamowane zmniejszeniem stanu osobowego armii, z której duże siły przegrupowano na front zachodni. We wrześniu 1918 Allenby przeprowadził kolejną ofensywę. Przeciwnicy zajmowali pozycje defensywne na odcinku od Jafy do rzeki Jordan. Brytyjczycy uderzyli od strony wybrzeża, przełamali pozycje tureckie, a przez wytworzoną w ten sposób lukę szybko wdarły się jednostki kawalerii, które zapuściły się w głąb terytorium przeciwnika. Piechota z kolei zniszczyła ostatnie punkty oporu w bitwie pod Megiddo 19-21 września 1918. Pościg za oddziałami wroga zakończył się kapitulacją Turków 30 października 1918.

### Królestwo Egiptu (1922–1953)

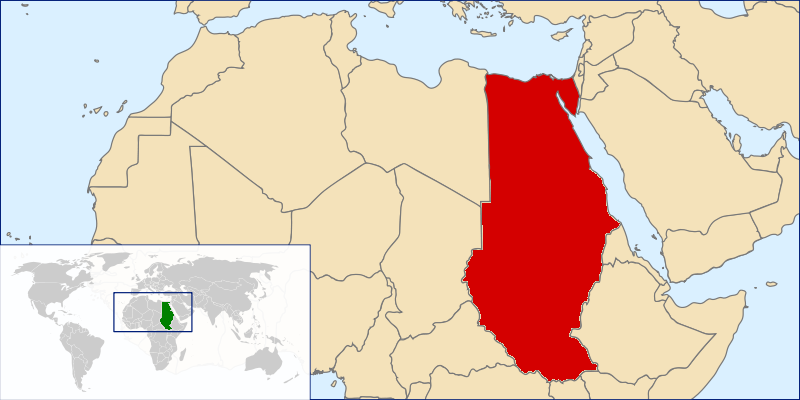
Terytorium Królestwa Egiptu

28 lutego 1922 Egipt oficjalnie ogłosił niepodległość od Wielkiej Brytanii. Panujący wówczas już 5 lat Fu’ad I został pierwszym nowożytnym królem Egiptu. Mimo formalnej niepodległości Egipt nadal znajdował się w strefie wpływów brytyjskich.
W latach 20. przewagę zdobyła partia Wafd, która zmieniała się władzą z liberalnymi konstytucjonalistami. Premierem z ramienia tej partii kilkukrotnie został Mustafa an-Nahhas. W 1929 Wafd odniósł po raz kolejny wyraźne zwycięstwo wyborcze, a przewodniczący partii został po raz drugi premierem. Od początku deklarował, iż będzie przeciwstawiał się królowi i bronił konstytucyjnego porządku. Rozpoczął również modernizację kraju, organizując kairską giełdę, reformę taryfy celnej, rozpoczął wdrażanie reformy rolnej i tworzenie prawa pracy. Najważniejszym jednak zadaniem jego gabinetu było podjęcie na nowo rozmów z Brytyjczykami w sprawie wzajemnych stosunków. Początkowo toczyły się one pomyślnie, ostatecznie jednak negocjacje zawieszono z powodu różnych stanowisk w sprawie Sudanu. Nieuzgodnienie nowego traktatu było kolejną polityczną porażką an-Nahhasa. W tym samym czasie, pod wpływem światowego kryzysu, pogorszyła się sytuacja gospodarcza Egiptu. Sytuację wykorzystała Partia Liberalno-Konstytucyjna, apelując do króla o przejęcie politycznej inicjatywy. Fu’ad rozwiązał parlament i mianował nowym premierem wywodzącego się z niej Ismaila Sidkiego, oczekując, że jego rząd przygotuje grunt pod autorytarne rządy samego monarchy.
Sidki by uchodzić za polityka niezależnego wystąpił z partii po objęciu stanowiska. Jedną z jego pierwszych decyzji było rozwiązanie parlamentu, co doprowadziło do ostrego konfliktu z nim samym (przewodniczący parlamentu Wisa Wasif odmówił odczytania dekretu premiera jako niekonstytucyjnego), a następnie do wybuchu zamieszek w miastach i na wsiach. Po stronie rządu pozostała jedynie grupa przekupionych deputowanych. Premier stłumił protesty, nakładając na zwolenników Wafdu na wsi wysokie grzywny i rozpędzając manifestacje. 27 października 1930 premier ogłosił nową konstytucję, znacząco poszerzającą uprawnienia króla i rządu. Spotkała się ona z gwałtowną krytyką prasy i partii opozycyjnych. Rozpoczęła się kampania wyborcza do nowego parlamentu, w czasie której zabroniono zgromadzeń, a wystąpienia polityków opozycyjnych były niemalże uniemożliwiane. Ostatecznie Partia Liberalno-Konstytucyjna i Wafd zbojkotowały elekcję i zwycięstwo odniosła nowa partia rządowa, powołany przez Sidkiego Lud. Działalność organizacji politycznych nieprzychylnych rządowi maksymalnie ograniczono, Sidki konsolidował swoją władzę za pomocą represji. Z czasem otwarcie zaczął dążyć do skupienia pełni kontroli nad krajem we własnych rękach. Usunął z rządu Alego Mahira (według innych źródeł minister sprawiedliwości Mahir sam podał się do dymisji, protestując przeciwko łamaniu prawa. Coraz większą niechęcią poczynania Sidkiego obserwował także król, który ostatecznie zdymisjonował Sidkiego we wrześniu 1933.
Wafd powrócił do władzy gry wygrał wybory w 1936. Premierem został ponownie an-Nahhasa W tym czasie tron objął Faruk I, w imieniu którego obowiązki monarchy wypełniała rada regencyjna. Sytuacja taka umożliwiła wprowadzenie szeroko zakrojonego programu reform, ogłoszenie amnestii dla uczestników protestów politycznych po 1930 oraz ogłoszeniu bonifikaty 20% na wszystkie pożyczki udzielone ubogim rolnikom. Premier kontynuował również rozmowy z Brytyjczykami, które zakończyły się podpisaniem traktatu egipsko-brytyjskiego. Gwarantował on stopniowe wycofanie wojsk brytyjskich z Egiptu w ciągu dziesięciu lat, likwidację garnizonu w Kairze (przy zachowaniu oddziałów brytyjskich na Kanale Sueskim i w Aleksandrii), jak również przywrócenie brytyjsko-egipskiego kondominium w Sudanie. Po podpisaniu traktatu Egipt w 1937 wszedł do Ligi Narodów, co de facto czyniło kraj całkowicie niezależnym państwem. Wpływy brytyjskie pozostawały jednak w kraju silne, toteż traktat stał się przedmiotem kontrowersji, także w samym Wafdzie. 28 listopada 1937 nieudanego zamachu na an-Nahhasa dokonał członek paramilitarnego oddziału związanego z partią Młody Egipt. W końcu tego samego roku król Faruk zdymisjonował rząd an-Nahhasa.
Pod koniec lat 30. premierem został Muhammad Mahmud szybko zastąpiony przez Ali Mahira.

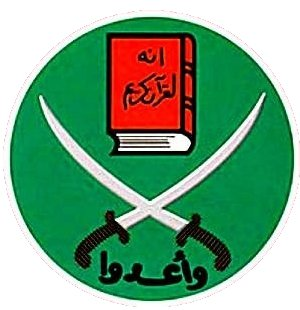
Logo Braci Muzułmańskich

Po zakończeniu II wojny światowej relacje egipsko-brytyjskie ponownie stały się tak trudne, jak w okresie międzywojennym. Co prawda podstawą bilateralnych stosunków był układ z 1936, korzystniejszy od wydanej przez Wielką Brytanię w 1922 deklaracji niepodległości, jednak Królestwo Egiptu pozostawało państwem zależnym. Brak kompetencji egipskich elit politycznych i związany z nią brak pełnej suwerenności przyczyniały się do powstawania nastrojów antyrządowych. Dodatkowym czynnikiem generującym napięcie społeczne były rażące dysproporcje majątkowe między wąską warstwą najzamożniejszych posiadaczy ziemskich (w 1952 4 tys. rodzin – 1% mieszkańców kraju – było właścicielami 70% ziemi ornej) a resztą społeczeństwa. Po II wojnie światowej proces koncentracji własności gruntów narastał. Rządząca partia Wafd, podobnie zresztą jak pozostałe ugrupowania, była związana z posiadaczami i dlatego nie podejmowała żadnych kroków na rzecz poprawy sytuacji ubogiego chłopstwa. Niepopularny w społeczeństwie był król Faruk I powszechnie obarczany winą za klęskę w wojnie izraelsko-arabskiej. Rodzina królewska także posiadała znaczny majątek ziemski, a wystawny styl życia władcy raził ubogich Egipcjan. Nastroje opozycyjne były silne zwłaszcza w Kairze i Aleksandrii, wśród żyjącej w skrajnym ubóstwie biedoty oraz studentów miejscowych uniwersytetów.
Coraz popularniejsze stawały się organizacje o radykalnym programie. Do końca lat 40. pół miliona członków zgromadziło Stowarzyszenie Braci Muzułmanów, odwołujące się do islamu, haseł antykolonialnych, krytykujące króla za klęskę w wojnie z Izraelem i domagające się państwowego wsparcia dla ubogich. Stowarzyszenie od 1937 posiadało własne formacje paramilitarne (Bataliony Stronników Boga), które dokonywały ataków na państwowych urzędników o szczególnie probrytyjskim lub negatywnym wobec organizacji nastawieniu, jak również na egipską społeczność żydowską. Władze zwalczały bractwo; w 1948 zostało ono zdelegalizowane, a setki jego członków znalazły się w więzieniach. Kilka miesięcy później premier Mahmud Fahni an- Nukraszi został zamordowany przez członka bractwa. Odpowiedzią była nowa fala aresztowań, jak również zabójstwo założyciela stowarzyszenia Hassana al-Banny. W 1949 roku z kolei powstał opozycyjny ruch Wolnych Oficerów.
W 1951 rząd egipski wypowiedział układ z Wielką Brytanią z 1936. Krok ten z jednej strony został przychylnie przyjęty przez społeczeństwo, z drugiej zaś zachęcił radykalne organizacje do nowych wystąpień antybrytyjskich. Jednostki brytyjskie stacjonujące nad Kanałem Sueskim stały się przedmiotem ataków. 26 stycznia 1952 w Kairze miała miejsce masowa demonstracja, w czasie której domagano się odejścia dotychczasowych elit z powodu ich moralnego upadku i zarzucenia zasad islamu. Wydarzenie to, określane następnie jako czarna sobota, było sygnałem pogarszania się sytuacji społecznej. Kolejne rządy (od stycznia do lipca 1952 rząd zmieniał się czterokrotnie) nie były w stanie jej uspokoić.
Omawiana powyżej sytuacja w kraju doprowadziła do wybuchu rewolucji w 1952 (tzw. rewolucja Wolnych Oficerów). Był to przewrót wojskowy przeprowadzony w Kairze 23 lipca 1952 przez tajne ugrupowanie Wolnych Oficerów, jak również rewolucja społeczna, jaka po nim nastąpiła.
Wystąpienie wojskowych obaliło skompromitowaną i niepopularną monarchię króla Faruka I, a władza przeszła w ręce Rady Rewolucyjnych Dowódców. Przeprowadzili oni reformę rolną, która zlikwidowała w Egipcie wielką własność ziemską, doprowadzili do utraty politycznych wpływów przez dominującą dotąd w życiu politycznym warstwę ziemiańską i wprowadzili państwową kontrolę gospodarki, do 1956 jednak dość ograniczoną. Zawieszona została egipska konstytucja, a partie polityczne zdelegalizowane. Szczególnym represjom poddano organizacje skrajnej lewicy i prawicy: egipskich komunistów oraz Braci Muzułmańskich. Do znaczących zmian doszło w egipskiej polityce zagranicznej. Dążąc do dominacji w świecie arabskim i rywalizując o nią z Irakiem, pozostał w napiętych stosunkach z Izraelem, przyjął orientację proradziecką i pomoc wojskową ZSRR.
W rezultacie walki o władzę w obozie zwycięskich oficerów władzę autorytarną zdobył w kraju najbardziej popularny z przywódców wojskowych – Gamal Abdel Naser.

## Arabska Republika Egiptu

### Kształtowanie się republiki

Zjednoczona Republika Arabska

Terytorium współczesnego Egiptu

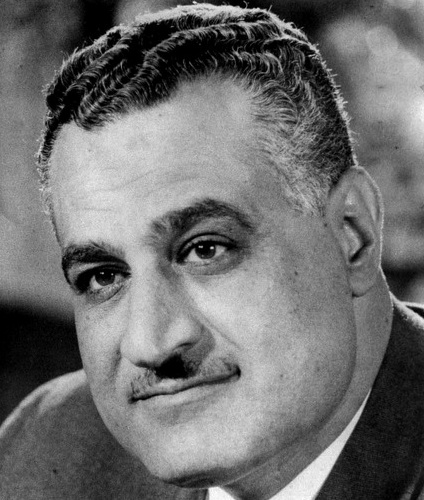
Gamal Abdel Naser

18 czerwca 1953 Rada Regencyjna została rozwiązana, a Egipt stał się republiką. Jej pierwszym prezydentem został Nagib, który równocześnie pozostał premierem i przewodniczącym Rady Rewolucyjnych Dowódców, odszedł natomiast z ministerstwa obrony i zrezygnował ze stanowiska naczelnego dowódcy. Obydwa stanowiska zajęli oficerowie blisko związani z wicepremierem (i ministrem spraw wewnętrznych) Naserem: Abd el-Latif al-Baghdadi oraz Abd al-Hakim Amir. Wpisywało się to w narastającą rywalizację między Nagibem i Naserem. Prezydent sprzeciwiał się represjom wobec Braci Muzułmanów oraz wobec komunistów, był popierany przez część oficerów, którzy pamiętali jego postawę po aresztowaniach zwolenników skrajnej lewicy w sierpniu 1952. Opowiadał się za wprowadzeniu demokratycznych zasad rządów i za uchwaleniem nowej konstytucji. W Radzie Rewolucyjnych Dowódców większe poparcie miał jednak Naser. 23 lutego 1954 Rada zmusiła prezydenta do ustąpienia i osadziła go w areszcie domowym, z kroku tego musiała się jednak wycofać cztery dni później, gdyż Nagib nadal cieszył się znaczną popularnością w wojsku. 25 lutego został ponownie prezydentem, podczas gdy urząd premiera powierzono na trzy miesiące Chaledowi Muhjiemu ad-Dinowi. Po kolejnej próbie aresztowania Nagiba na ulicach Kairu wybuchły masowe demonstracje, zaś premier 27 lutego wyprowadził na ulice wojska pancerne, w których posiadał znaczne wpływy. Naser objął stanowisko premiera, musiał jednak zgodzić się, by prezydentem pozostał Nagib.
Rywalizacja Nasera i Nagiba pociągnęła za sobą dalsze uderzenia w Braci Muzułmanów, którzy poparli prezydenta. 11 stycznia 1954 Stowarzyszenie zorganizowało w Kairze demonstrację studencką. Dwa dni później Rada Rewolucyjnych Dowódców zdelegalizowała organizację i aresztowała 450 osób, przeprowadziła również wymierzoną w nią kampanię propagandową. Stowarzyszenie nie zaprzestało całkowicie działalności. Wystąpiło po stronie Nagiba w czasie demonstracji w końcu lutego 1954, co pociągnęło za sobą kolejne aresztowania islamskich działaczy. Analogiczne kroki represyjne zostały podjęte w odniesieniu do pozostających jeszcze na wolności komunistów, polityków Wafd i Młodego Egiptu. Swoje wpływy w wojsku, związkach zawodowych, mediach i służbach bezpieczeństwa, jak również wśród młodzieży umocnił Naser. Również dyplomacja amerykańska sceptycznie odnosiła się do postawy Nagiba, który w ocenie Amerykanów pozostawał pod szkodliwym wpływem komunistów – za pośrednictwem Muhjego ad-Dina.
W 1954 roku miała miejsce afera Lawona. W jej wyniku szpiedzy izraelscy podłożyli bomby pod szereg budynków należących do USA i Wielkiej Brytanii. Izrael przeprowadził zamachy mając nadzieję, że winą za eksplozje zostanie obarczone Bractwo Muzułmańskie, komuniści, lub nacjonaliści
5 marca 1954 Rada Rewolucyjnych Dowódców ogłosiła porozumienie z prezydentem, zapowiedziała ponowne wprowadzenie pełni swobód demokratycznych, uwolnienie więźniów politycznych i zapewnienie partiom swobody działania. Opowiedziała się także za zwołaniem zgromadzenia konstytucyjnego i uchwaleniem nowej ustawy zasadniczej. Rada pozostawiła urzędy prezydenta i premiera w rękach Nagiba. Sukces prezydenta był jednak pozorny, gdyż to jego rywal Naser dysponował już większymi wpływami. Sytuacja w kraju pozostawała niestabilna. Od 19 marca w miastach egipskich trwały zamieszki. 25 marca Rada Rewolucyjnych Dowódców zapowiedziała swoje samorozwiązanie i potwierdziła zamiar ponownej legalizacji partii politycznych. Dwa dni później zwolennicy Nasera wyszli na ulice pod hasłem „Nie dla partii i parlamentu, Gamal nie abdykuj!”. Pod ich naciskiem 30 marca Rada wycofała się ze swoich wcześniejszych decyzji i oznajmiła, że będzie zarządzać krajem aż do wycofania się z Egiptu ostatnich sił brytyjskich. Pozbawiła również Nagiba wszystkich stanowisk poza urzędem prezydenckim, który nie dawał mu żadnej faktycznej władzy.
Zwolennicy Nasera w tym samym czasie doprowadzili do aresztowania niechętnych mu wydawców, dziennikarzy i wykładowców uczelni wyższych, formalnie posługiwano się hasłem walki z korupcją. W więzieniach znalazła się kolejna grupa działaczy komunistycznych (250 osób) oraz oficerów sympatyzujących z Braćmi Muzułmanami. 14 kwietnia 1954 wszystkie osoby piastujące stanowiska państwowe przed 23 lipca 1952 otrzymały zakaz działalności publicznej. Trzy dni później Naser został ponownie premierem. Podpisanie przez Nasera układu z Wielką Brytanią w październiku 1954 sprawiło, że Bracia Muzułmanie uznali go za zdrajcę Arabów. Sekcja Specjalna organizacji rozpoczęła przygotowania do jego zgładzenia, na co przyzwolił kierujący Stowarzyszeniem Hudajbi. Do próby zamachu doszło w czasie wiecu w Aleksandrii 26 października 1954, gdy Naser przemawiał do dziesięciotysięcznego tłumu. Zamachowiec, Mahmud Abd al-Latif, ośmiokrotnie niecelnie wystrzelił do premiera, po czym został schwytany.
Konsekwencją nieudanego zamachu była kolejna fala aresztowań działaczy muzułmańskich. Wpływy Braci Muzułmanów zostały ostatecznie złamane, struktura organizacji zniszczona. W czasie procesu wykryto również kontakty między stowarzyszeniem a Nagibem, który trafił do aresztu domowego i odzyskał wolność dopiero 18 lat później>. Walka o władzę w Egipcie zakończyła się całkowitym sukcesem Nasera, który uzyskał ogromną popularność w społeczeństwie, a zatem faktycznie objął rządy dyktatorskie (autorytarne).

### Rządy Nasera
Usunięcie Nagiba zapewniło Naserowi pełnię władzy w Egipcie, poważniejsze reformy ustrojowe zaczął on wprowadzać dopiero w kwietniu 1955, wcześniej zachowując w polityce gospodarczej kierunek wypracowany po rewolucji 1952 (zachowanie gospodarki wolnorynkowej przy znacznych inwestycjach państwowych w kluczowych sektorach). Dopiero w kwietniu 1955 Naser stwierdził, że celem rewolucji egipskiej jest budowa społeczeństwa socjalistycznego bez podziału na klasy społeczne. Wyrazem przemian w państwie była nowa konstytucja, przyjęta 16 stycznia 1956 i nadająca prezydentowi pełnię władzy w państwie – miał on łączyć stanowiska premiera, głównodowodzącego sił zbrojnych, kierować polityką zagraniczną oraz powoływać i odwoływać ministrów. Kompetencje ustawodawcze pozostawiono w rękach Zgromadzenia Narodowego, wybieranego w wyborach powszechnych (prawo wyborcze obejmowało wszystkich obywateli powyżej 18 roku życia, bez względu na płeć). W tym samym roku Naser uzyskał w wyborach prezydenckich 99,1% głosów.
W polityce zagranicznej Naser głosił program panarabski, z akcentami panislamskimi, nie wyrzekając się zarazem nacjonalizmu egipskiego. Sprzeciwiał się powstaniu Paktu Bagdadzkiego, gdyż prowadził on do nadmiernego wzrostu znaczenia głównego konkurenta Egiptu do przywództwa w świecie arabskim – Iraku. Egipt stał się też jednym z przywódców Ruchu państw niezaangażowanych.
26 lipca 1956 prezydent Egiptu ogłosił nacjonalizację Towarzystwa Kanału Sueskiego, którego akcje należały do Francuzów i Brytyjczyków>. Rezultatem był wybuch kryzysu sueskiego – wojny Egiptu z koalicją izraelsko-brytyjsko-francuską. Wojna ta była militarną klęską Egiptu. Jego siły zbrojne mimo przeprowadzanych w poprzednich latach zbrojeń zostały pokonane przez siły izraelskie, a uderzenie brytyjsko-francuskie całkowicie unicestwiło egipskie lotnictwo. Egipt zyskał jednak na forum ONZ poparcie zarówno amerykańskie, jak i radzieckie; Rada Bezpieczeństwa ONZ wypowiedziała się przeciwko zachodnioeuropejskiej interwencji. Zmusiło to Wielką Brytanię i Francję do wycofania swoich wojsk z rejonu kanału sueskiego, także Izrael opuścił terytoria zajęte po 1956 w zamian za wprowadzenie na linię demarkacyjną z Egiptem sił pokojowych ONZ.
29 stycznia 1959 powstała krótkotrwała Zjednoczona Republika Arabska, proklamowana po blisko rocznych przygotowaniach. Jednoczyła ona Egipt i Syrię, docelowo jednak miała być jedynie pierwszym krokiem na drodze do jedności Arabów.
W 1967 roku rozegrała się wojna sześciodniowa stoczona pomiędzy Izraelem a Egiptem, Jordanią i Syrią w 1967 roku. W wojnę zaangażowały się także inne arabskie państwa: Irak, Arabia Saudyjska, Kuwejt i Algieria.

### Okres Sadata
Po śmierci Nasera władzę objął bardziej liberalny, Anwar as-Sadat. Nowy prezydent doprowadził do usunięcia zwolenników lewicy z wyższych uczelni, mediów i egipskiej monopartii. W Egipcie doszło do otwarcia (infitah). Egipt miał otworzyć się na prywatne inwestycje przedsiębiorców krajowych i zagranicznych, a niektóre przedsiębiorstwa znacjonalizowane przez Nasera zamierzano sprywatyzować.
W pierwszej połowie lat 70. XX wieku gospodarka egipska zaczęła rozwijać się szybciej niż w czasach Nasera, jednak wzrost dotyczył przede wszystkim sektora usługowego, a nie przemysłu. Problemem stała się dwudziestoczteroprocentowa inflacja (według innego źródła wynosiła 14%.). W 1974 Egipt wyszedł z ekonomicznej stagnacji cechującej schyłek poprzedniej dekady. Od 1975 do 1981 PKB kraju wzrastało o 8% rocznie, co wynikało także z doskonałej koniunktury międzynarodowej. Wbrew założeniom prezydenta, wdrażanie gospodarki wolnorynkowej doprowadziło do powstania i pogłębiania się nierówności społecznych, w tym wykształcenia się nowej elity najzamożniejszych. Kluczową rolę odgrywali w niej byli wojskowi i oficerowie wywiadu, jak również potomkowie rodzin arystokratycznych, którzy zdołali ocalić za granicą część majątku po rewolucji r. 1952, a po śmierci Nasera wrócili do Egiptu.
W 1973 roku rozegrała się wojna Jom Kipur. Wojna rozpoczęła się w dniu żydowskiego święta Jom Kipur, od zaskakującego uderzenia połączonych sił Egiptu i Syrii. Najechały one półwysep Synaj i Wzgórza Golan, które pozostawały pod kontrolą Izraela od czasu wojny sześciodniowej w 1967 roku. Egipcjanie i Syryjczycy posuwali się naprzód przez pierwsze 2-3 dni, później jednak szala przechyliła się na korzyść Izraela. Syryjczycy zostali wyparci z całego terytorium Wzgórz Golan. Na Synaju Izraelczycy uderzyli w przerwę pomiędzy dwiema armiami, które przekroczyły Kanał Sueski (dawną linię przerwania ognia). W wyniku tego egipska Trzecia Armia została odcięta. Manewr ten zmusił Egipt do przyjęcia warunków zawieszenia broni.
W lipcu 1977 roku rozegrał się konflikt graniczny między Libią i Egiptem. Relacje między Egiptem a Libią pozostawały szczególnie wrogie po tym gdy w 1976 roku rząd Egiptu stwierdził, że odkrył libijski spisek mający na celu obalenie rządu w Kairze. 26 stycznia 1976 roku wiceprezydent Egiptu Husni Mubarak rozmawiał z ambasadorem USA na temat wykorzystania wewnętrznych problemów Libii przeciwko rządowi Kaddafiego. 22 lipca 1976 roku rząd Libii oficjalnie zagroził zerwaniem stosunków dyplomatycznych z Egiptem. Istnieją dowody, że rząd egipski rozważał wojnę z Libią już w 1974 roku. 28 lutego 1974 roku podczas wizyty amerykańskiego dyplomaty Henry’ego Kissingera w Egipcie prezydent as-Sadat powiedział mu o takim zamiarze i zażądał nacisku wobec rządu Izraela, aby ten nie zaatakował jego państwa, gdy siły zbrojne będą zaangażowane w wojnę z zachodnim sąsiadem. W sierpniu 1976 roku natomiast doszło do wybuchu w biurze na placu Tahrir. Egipski rząd obarczył winą za zamach agentów wywiadu Libii. 23 sierpnia został uprowadzony egipski samolot pasażerski. Porywaczami wedle Egipcjan mieli być pracownicy być libijskiego wywiadu. W odwecie za oskarżenia rząd Kaddafiego nakazał zamknięcie egipskiego konsulatu. Rząd Libii nie pozostawał dłużny Egiptowi, twierdził on, że odkryto egipską sieć szpiegowską.
W 1978 roku Egipt zakończył spór z Izraelem na pomocy porozumienia zawartego w Camp David. Do tej pory Egipt pozostał jedynym państwem arabskim, które trwale unormowało swoje stosunki z Izraelem. Prezydent Sadat został za ten krok uhonorowany Pokojową Nagrodą Nobla (wspólnie z Menachemem Beginem).

### Rządy Mubaraka

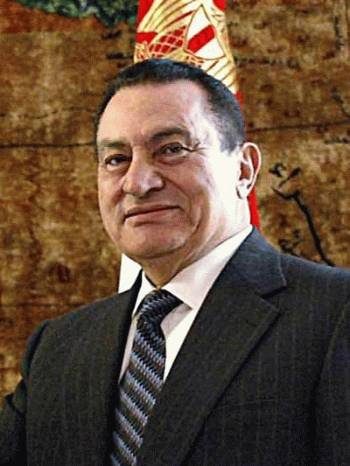
Husni Mubarak w 2003

Anwar as-Sadat zginął w zamachu 6 października 1981 r. zamordowany przez islamskich radykałów zarzucających mu zbytnią uległość wobec Izraela. Jego następcą na urzędzie prezydenckim został dotychczasowy wiceprezydent Husni Mubarak. Przeprowadził on nowe reformy gospodarcze, z których niektóre wpisywały się w założenia infitah (m.in. program prywatyzacyjny). Zrezygnował z zapowiedzi stopniowej demokratyzacji państwa, choć zachował styl rządzenia swojego poprzednika i podstawowe założenia polityki wewnętrznej i zagranicznej.
Jeszcze bardziej liberalne ekonomicznie zmiany wprowadzone przez Mubaraka nie dały spodziewanych efektów. Wzrost PKB był znacznie wolniejszy niż w ostatnich latach rządów as-Sadata, a najważniejsze dochody państwa pochodziły z opłat za korzystanie z Kanału Sueskiego oraz z eksportu ropy naftowej. Załamanie się koniunktury naftowej w 1986 było poważnym ciosem dla krajowej gospodarki. W polityce społecznej Mubarak wycofywał się stopniowo z programów pomocy socjalnej wprowadzonych przez Nasera i częściowo ograniczonych przez Sadata, dążąc do równowagi budżetowej (mimo to w budżecie utrzymywał się deficyt).
Odmawiając zwiększenia roli religii w życiu politycznym, Mubarak krytykował niektóre partie opozycyjne za brak przywiązania do islamu, rząd finansował uroczystości religijne, a prezydencka partia wydawała pismo o profilu umiarkowanie muzułmańskim. Pragnąc dać dowód gotowości do dialogu nawet z radykalnymi muzułmanami, w 1987 Mubarak amnestionował kilkuset więźniów skazanych po zamachu na Anwara as-Sadata za przynależność do ekstremistycznych organizacji islamskich.
Wobec utrzymywania się trudności gospodarczych, Mubarak na początku lat 90. rozpoczął szeroko zakrojoną reformę ekonomiczną. W maju 1991 Egipt wymienił listy intencyjne z Międzynarodowym Funduszem Walutowym, a następnie podpisał porozumienie z Bankiem Światowym. W ich następstwie Egipt całkowicie uwolnił ceny, radykalnie zmniejszył wydatki publiczne, sprywatyzował ponad 300 zakładów, zniósł ograniczenia w handlu międzynarodowym. W zamian Bank Światowy zgodził się umorzyć połowę zadłużenia kraju. Rezultatem była poprawa wskaźników makroekonomicznych przy równoczesnym zubożeniu społeczeństwa. Fakt, iż 23% mieszkańców Egiptu żyło w ubóstwie, a połowa obywateli pozostawała w biedzie, sprzyjał destabilizacji społecznej i wzmożeniu się agitacji radykalnych ugrupowań muzułmańskich, które do tej pory zyskiwały sympatyków przede wszystkim na uniwersytetach, nie ciesząc się zbytnią popularnością w skali całego kraju.
W lipcu 1993 Mubarak uzyskał w egipskim parlamencie reelekcję. W referendum jego pozostanie na urzędzie prezydenta poparło 96% głosujących przy niskiej frekwencji. Wbrew nadziejom opozycji, która apelowała do Mubaraka o dalszą demokratyzację systemu władzy, po rozpoczęciu swojej trzeciej kadencji prezydent zapowiedział jedynie „szeroki dialog narodowy”, do którego zaprosił wszystkie partie wyrzekające się terrorystycznych metod działania>. W grudniu 1993 na jego apel odpowiedziało pozytywnie dziesięć legalnie działających ugrupowań, jak również półlegalni Bracia Muzułmańscy oraz komuniści. 25 czerwca 1994 rozpoczęła się Konferencja Dialogu Narodowego, zdominowana przez przedstawicieli partii prezydenckiej. Przez to debata o przyszłości państwa została sprowadzona do kwestii walki z terroryzmem i problemów gospodarczych. Na początku lat 90. Mubarak zgadzał się na tworzenie nowych partii politycznych, zakładał jednak, że wzrost ich liczby przyczyni się do rozproszenia sił opozycji.
Po kolejnych wyborach parlamentarnych w 1996 powołany przez Mubaraka rząd Kamala al-Dżanzuriego skupiał się na gospodarczych problemach kraju. Kontynuował także zwalczanie islamskiego fundamentalizmu i terroryzmu. Ponieważ mimo represji wymierzonych w radykalnych muzułmanów ataki terrorystyczne powtarzały się i miały negatywny wpływ na dochody kraju z turystyki, Mubarak w 1997 postanowił wprowadzić szczególne środki, których celem miała być ochrona turystów. Mubarak utrzymywał bardzo dobre stosunki ze Stanach Zjednoczonymi. Kraj ten życzył sobie, by Egipt zachował status regionalnego mocarstwa, które pozytywnie wpływa na relacje na całym Bliskim Wschodzie. W 1999 USA i Egipt podpisały umowę, na mocy której Kair nadal otrzymywał z Waszyngtonu wielomilionową pomoc ekonomiczną oraz 1,3 mld na szkolenie i uzbrojenie sił zbrojnych. W latach 90. XX wieku Mubarak rozpoczął wielkie projekty irygacyjne – doprowadzenie wody z Nilu Kanałem Szajcha Zajida do oazy Charga i innych w okolicach jezior Toszka.

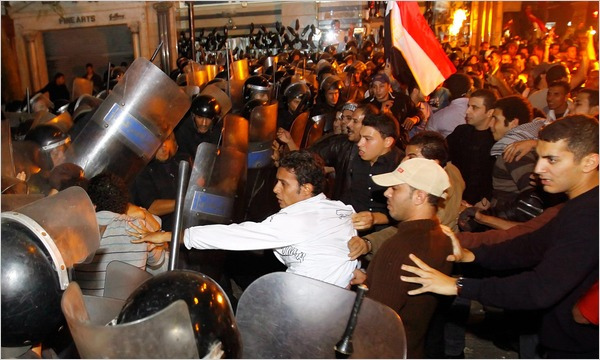
Starcia na ulicach Kairu, 2 lutego 2011

W styczniu 2011 roku przeciwko rządom prezydenta Mubaraka i ogólnej sytuacji polityczno-gospodarczej w kraju wybuchły masowe protesty społeczne, które doprowadziły do śmierci ponad 300 osób. W ich wyniku prezydent Mubarak powołał nowy rząd z Ahmadem Szafikiem na czele, mianował Umara Sulajmana na stanowisko wiceprezydenta oraz zadeklarował nieubieganie się o kolejną kadencję w wyborach prezydenckich we wrześniu 2011. Nie spełniło to jednak oczekiwań demonstrujących, których głównym postulatem była natychmiastowa rezygnacja prezydenta. 10 lutego 2011 oku Mubarak poinformował o przekazaniu części uprawnień wiceprezydentowi Sulajmanowi. 11 lutego 2011 roku wiceprezydent ogłosił ustąpienie Mubaraka z urzędu i przejęcie władzy w państwie przez Najwyższą Radę Sił Zbrojnych na czele z ministrem obrony i szefem sił zbrojnych, marszałkiem Muhammadem Husajnem Tantawim.